# Monacato cristiano

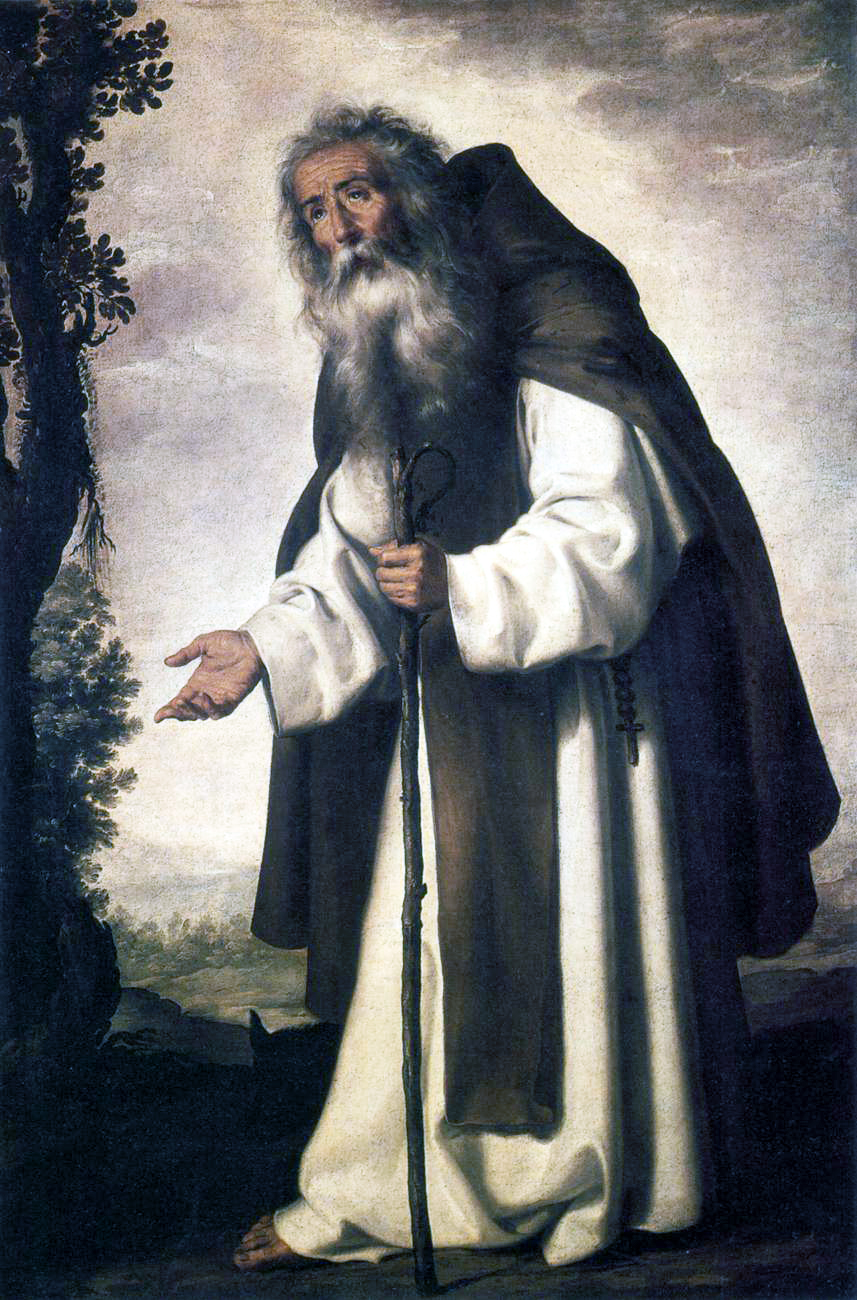
Antonio Abad (251-356), también conocido como Antonio el eremita o el ermitaño, es considerado el padre del monacato cristiano. Obra: San Antonio Abad de Francisco de Zurbarán.

El monacato cristiano hace referencia a la forma de vida de un determinado número de fieles de las diferentes denominaciones cristianas, caracterizada por la separación, sea radical o más o menos radical, del mundo. La raíz del concepto de monacato deriva del griego monos que significa «solo», ya que en sus orígenes el monacato nació con la idea de la soledad o aislamiento de los eremitas en el desierto. Esta experiencia del eremita fue evolucionando en diferentes formas de vida, no todas necesariamente en la radical opción de la soledad en el desierto, desde el anacoretismo hasta el cenobitismo, esta última, que agrega la característica de la vida en comunidad, esta se hace sin perder el elemento que la hace monástica: separación del mundo o de la sociedad. Al cristiano que practica el monacato se le llama monje o monja, y el lugar donde habita, si es en completa soledad, se llama ermita o yermo; o si en comunidad, se llama monasterio.

## Conceptos básicos

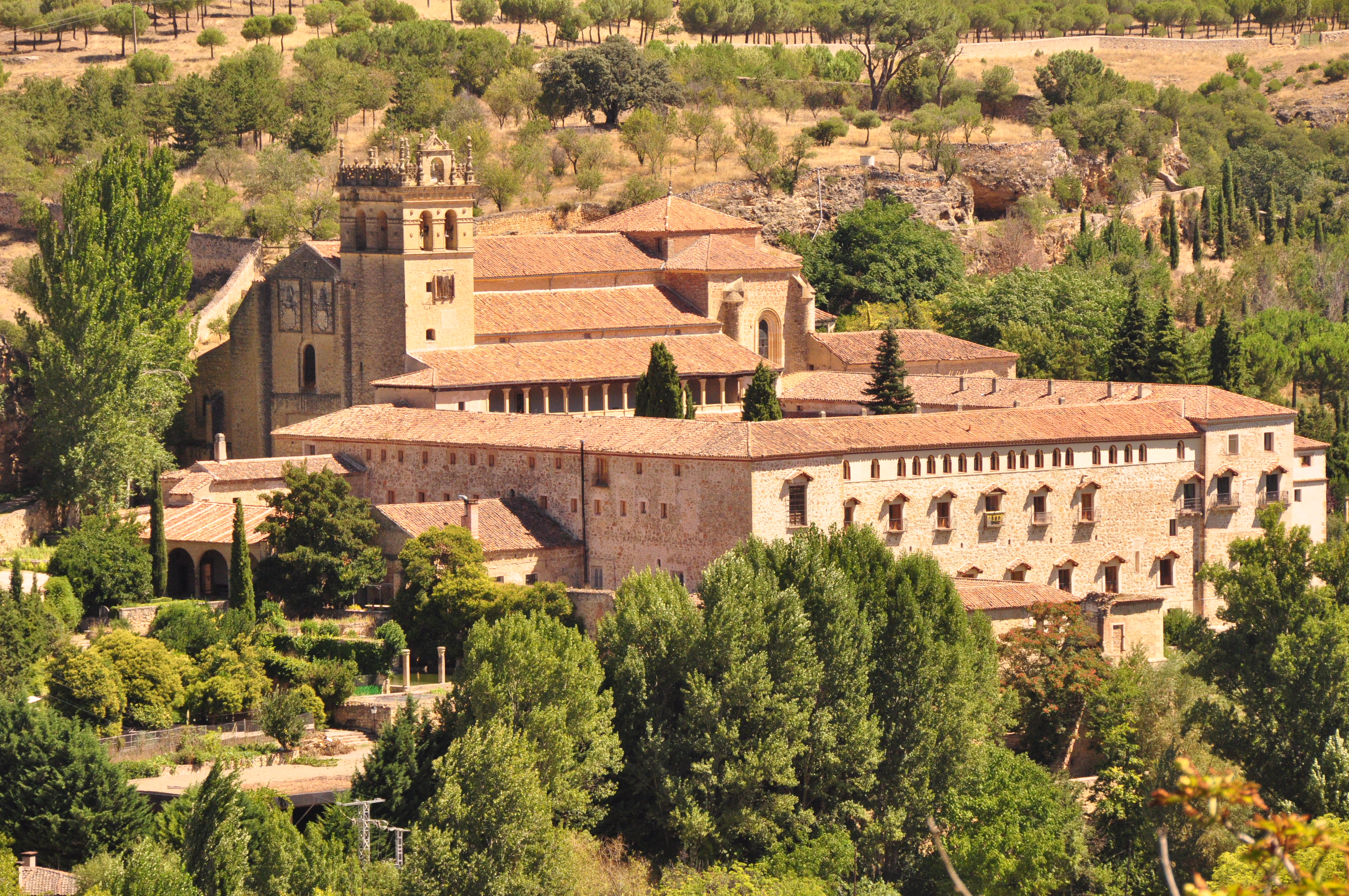
El lugar donde vive el monje que hace vida cenobítica se llama monasterio. Los ermitaños o eremitas viven en yermos o ermitas. Se da el caso en que un monasterio puede poseer ermitas para los monjes que quieran vivir en soledad. Imagen: Monasterio de El Parral, de la Orden de San Jerónimo en Segovia (España).

Los monjes pueden dividirse en varias clases: eremitas, que viven solos en el desierto; anacoretas, que practicaban la vida solitaria pero no necesariamente en el desierto; reclusos, que viven en una celda cuya comunicación con el exterior se da solo a través de una ventanilla; y cenobitas, que viven en comunidad. Existen igualmente monasterios mixtos, donde se puede practicar uno u otro estilo de monacato.
Los términos relativos al monacato, como monje, monja, monasterio, etc., se ha extendido erróneamente para significar el estado religioso de otras formas de vida consagrada en el cristianismo. Por ejemplo, a los miembros de Órdenes y Congregaciones religiosas no monásticas. En la Iglesia católica existe una división de la vida consagrada y las Órdenes monásticas forman parte de los Institutos religiosos, estos a su vez pertenecen a los Institutos de vida consagrada. Como se ve, no toda Orden o Congregación religiosa es monacal. Además no toda forma de vida monacal está integrada en los Institutos de vida consagrada, como es el caso de los eremitas que viven en soledad.

## Controversias sobre el origen del monacato cristiano
A lo largo de los siglos se ha discutido si el monacato cristiano, es una institución que ahonda sus raíces en la predicación de Jesús de Nazaret, o en la primitiva comunidad apostólica, o es de origen pagano y se cristianizó, o fue trasportado de las religiones más antiguas y que claramente tenían formas de vida monásticas ya establecidas. Muchas han sido las argumentaciones en favor o en contra de lo propiamente cristiano de una institución que presenta paralelismos e incluso semejanzas bien afirmadas con otras religiones o filosofías. A mediados del siglo XX, prácticamente estas controversias entre los historiadores o autores de las denominaciones cristianas antiguas han cesado. Es más, muchas de ellas tienen al interior de sus respectivas iglesias, formas de vida monásticas.

### Autores de la Iglesia primitiva

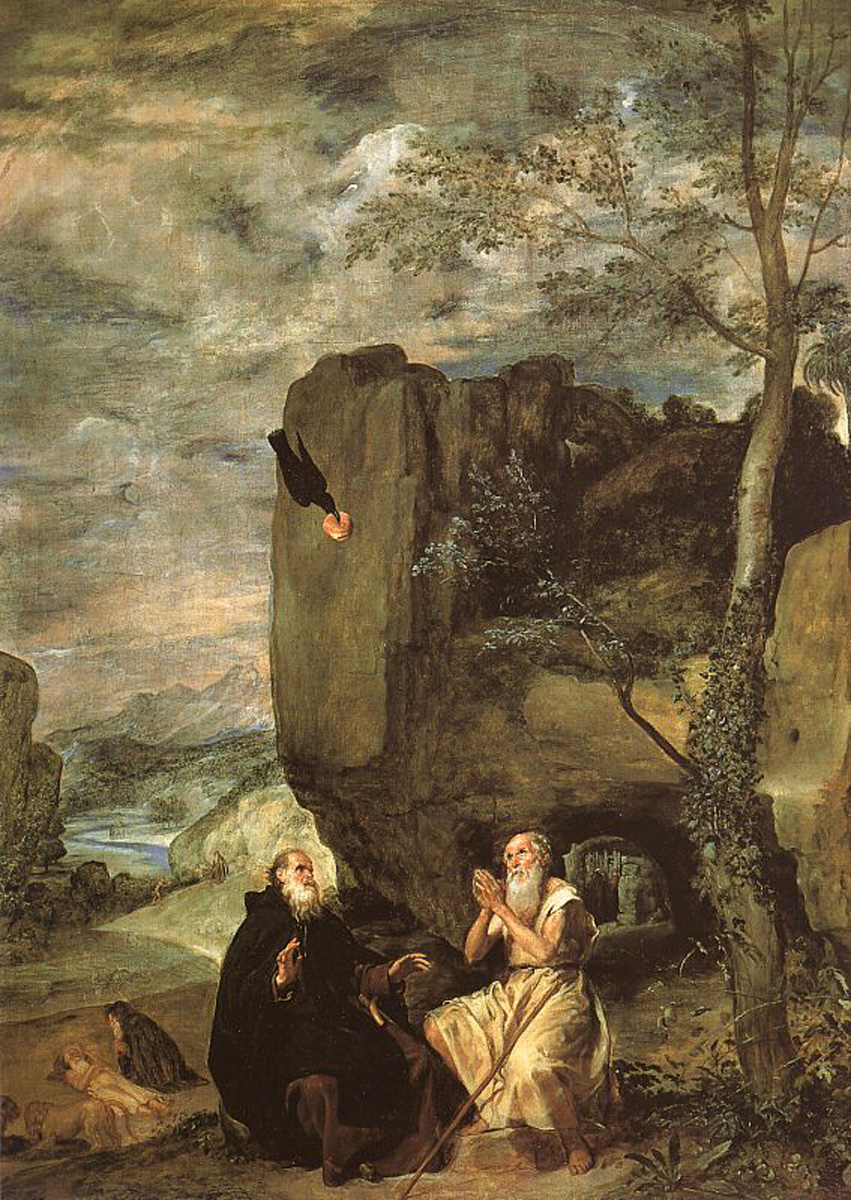
Jerónimo (c. 340-420), escribe una vida de Pablo de Tebas (c. 228-342), a quien considera el primer eremita. Sin embargo su vida está llena de muchos elementos legendarios que han puesto en discusión su existencia. Imagen: San Antonio visita a san Pablo de Diego Velázquez.

La antigua literatura monástica daba por descontado que el monacato era una institución de Jesús o por lo menos que surgió en tiempo de los apóstoles. Entre ellos se encuentra Eusebio de Cesarea, quien en su Historia Eclesiástica identificó a los «terapeutas» descritos por Filón de Alejandría en De vita contemplativa con los «hombres apóstolicos» del Nuevo Testamento, a quienes reconocía además, como predecesores de los anacoretas y cenobitas de su tiempo. La historiografía actual demuestra que Eusebio se equivocó al identificar a los monjes de su tiempo con los terapeutas de Filón, dejando claro que al historiador cristiano le fue fácil confundirse por la familiaridad existente entre los dos modos de vida, uno al parecer judío, y otro cristiano.
Las ideas de Eusebio fueron aceptadas por otros autores que se ocuparon de los orígenes de la vida monástica cristiana. Entre otros, Jerónimo, Epifanio de Salamina, Sozomeno y Pseudo Dionisio Areopagita. Jerónimo, en su obra De viris illustribus, es más explícito que Eusebio, en identificar a los monjes de su tiempo con los hombres apostólicos de los Hechos.
Casiano depende también de lo dicho por Eusebio, a la hora de explicar el origen de la vida monástica. Sin embargo, el autor rumeno tiene dos versiones diferentes, una versión llamada alejandrina y otra jerosolimitana. En la primera, Casiano coloca el origen en conexión con Marcos el Evangelista, como obispo de Alejandría. Estos monjes, mencionados por Casiano, practicaban el estilo de vida de la comunidad primitiva, vivían en extrema austeridad y se apartaban a lugares solitarios de los suburbios de las ciudades, su error consiste en haber citado el anacronismo de Eusebio en «Historia Eclesiástica», e identificarlos como herederos o sucesores de los terapeutas de Filón. En su versión jerosolimitana, Casiano pone el origen del monacato cristiano en la misma comunidad apostólica de Jerusalén, cuando a la muerte de los Apóstoles, las comunidades cristianas se entibiaron en la práctica de la fe y de las costumbres, según él, un grupo de cristianos más fervientes se separaron de la comunidad para vivir radicalmente el Evangelio, a ellos, se les llamó monjes.
Aunque si es anacrónico identificar a la primera comunidad cristiana con los monjes de la época de Casiano, lo cierto es que estos pretendían a todos los efectos vivir con la austeridad y el modelo del cristianismo apostólico. Por ello, los historiadores o autores cristianos de los primeros siglos vieron reflejado en los Hechos de los Apóstoles, el modelo de vida monástica por excelencia. En fin, de estos primeros "monjes", Casiano hace derivar la vida cenobita, y de esta, a los anacoretas, de los que Antonio Abad y Pablo el Ermitaño, serían los iniciadores. Casiano comete, en esta versión, otros dos errores reconocidos por la historiografía actual. En primer lugar, los anacoretas precedieron a la vida cenobítica y no al contrario; aunque no todos los expertos estén de acuerdo con esta opinión. En segundo lugar, los supuestos monjes separados de la primera comunidad cristiana, fueron en verdad, miembros de la secta de los ebionitas y otras afines que se alejaron de las ciudades para no contaminarse con el resto de los creyentes relajados y traidores de las costumbres judías. Aun así, Casiano no se equivocó al identificar el origen del monacato cristiano con una "protesta" contra la decadencia de la Iglesia. Pues la vida monástica surgió como un afán al retorno de la vida primitiva, como una renovación espiritual.

### Autores medievales

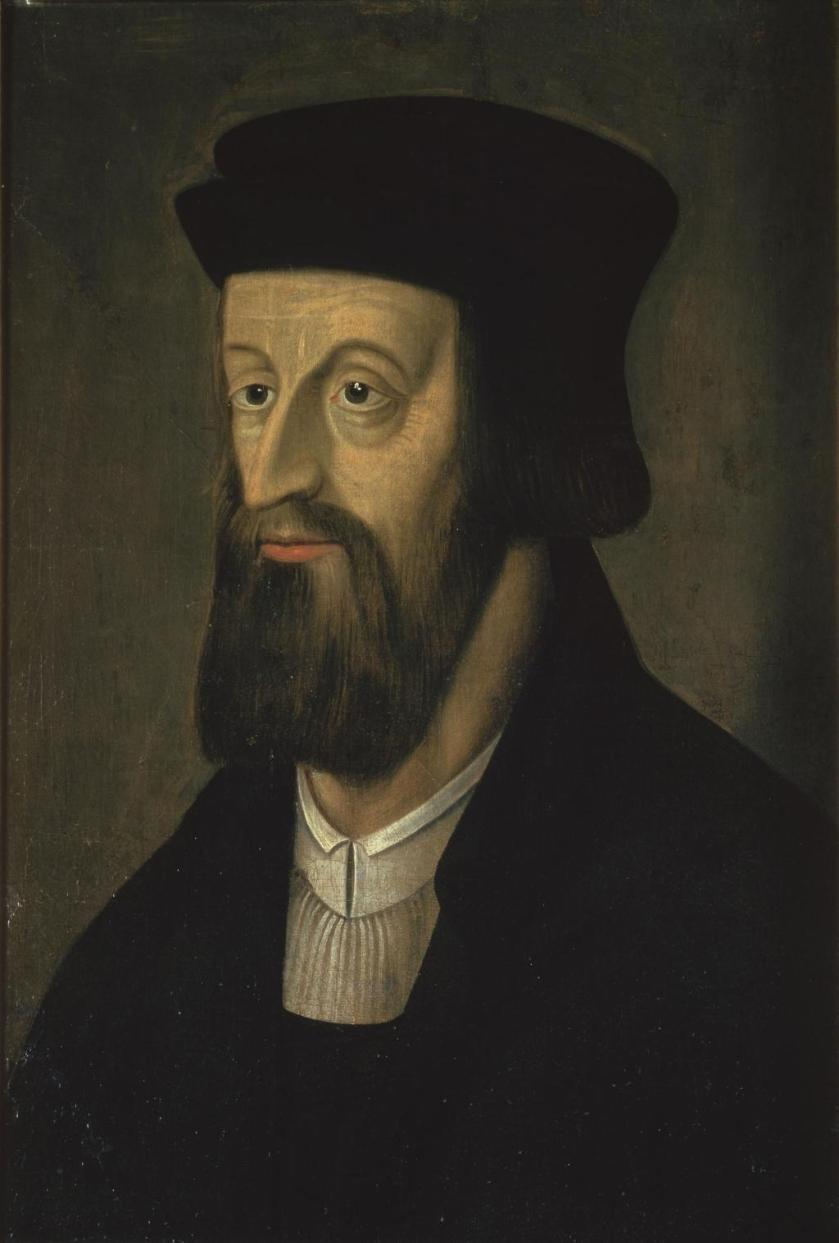
Jan Hus (1369-1415) criticó los excesos del monacato medieval, pero exaltó el ascetismo y la virginidad como realidades cercanas a Cristo.

En la Edad Media intentaron remontar el origen del monacato al mismo Jesús. Para Bernardo de Claraval, por ejemplo, Pedro hizo su profesión en nombre de los doce, cuando dijo «he aquí que lo hemos dejado todo y te hemos seguido», en ese sentido la comunidad de Jesús, según el, era una comunidad monacal.
En el prólogo del «Gran Exordio» de Conrado de Claraval, el autor expuso casi una copia del pensamiento de Casiano, coloca como fundadores de la Orden Cisterciense a los mismos Apóstoles. Los monjes medievales identificaban la vida monástica con la vida apostólica, con ello intentaban demostrar la continuidad de ininterrumpida de la vida perfecta prescrita en los Evangelios y la practicada por ellos en sus monasterios. De ahí surgió el concepto de la vida monástica, más adelante de la vida religiosa, como «estado de perfección», al punto que algunos autores medievales, como Gilberto Crispin, aseguraban que nadie se salvaba sino se conformaba, al menos en parte, a la vida del monje. Este pensamiento, al menos en la Iglesia católica durará hasta el Concilio Vaticano II.
Algunos autores se alzaron contra la pretensión medieval de colocar el origen del monacato cristiano en la comunidad primitiva, más aún, de pretender colocar su fundación en boca de los mismos apóstoles. Entre los principales se encuentran Jan Hus y Juan Wiclef. Estos negaban toda fundamentación evangélica y apostólica del monacato. Wiclef (†1384) fue el primero que planteó una crítica radical contra la institución del monacato, no solo contra sus pretensiones evangélicas sino contra su misma estructura. Para el reformador inglés observar una regla monástica vuelve inepto e inhábil al cristiano a la hora de cumplir los mandamientos de Dios. Asegura además que los santos que instituyeron dichas órdenes pecaron con ello, que los monjes y frailes no son de religión cristiana y los trata de diabólicos. Wiclef afirmaba que la prescripción de los consejos evangélicos era obligatoria para todo cristiano, por lo tanto no debían existir comunidades élites que se abrogaran el derecho a sí mismos de ser perfectos y diferentes.
Jan Hus no fue tan radical como Wiclef a la hora de criticar el monacato. El reformador checo no consideraba que las instituciones humanas fueran contrarias a aquellas del Evangelio y en algunas ocasiones llegó a relacionar el ideal monástico con la vida de María. Exaltó incluso el ascetismo y la virginidad como realidades muy cercanas a Cristo, aunque si en este sentido, hacía referencia al ideal en general y no a la vida monástica en sí misma.

### Autores modernos

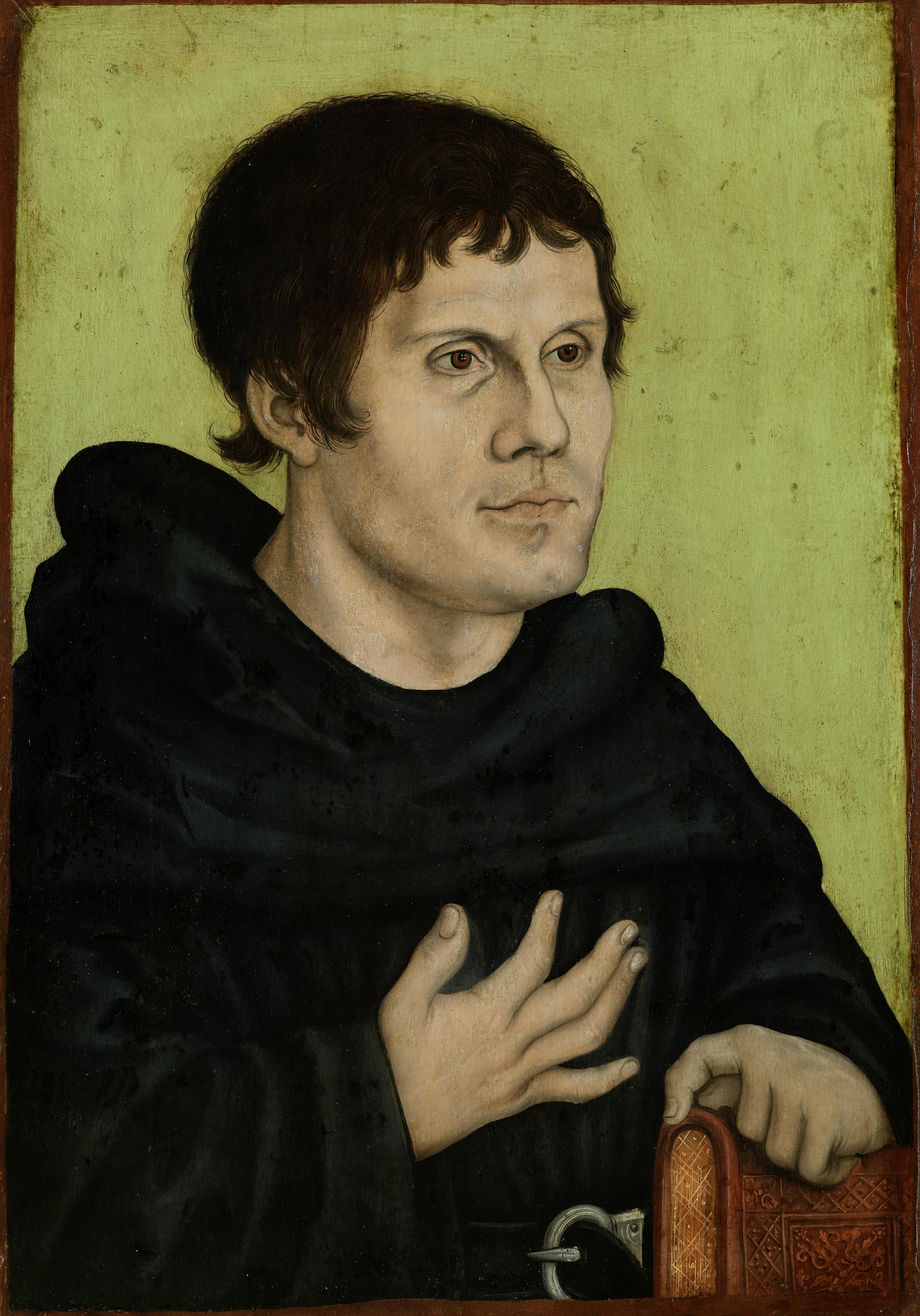
Martín Lutero (1483-1546), en su obra De votis monasticis iudicium declaró los votos monásticos como una obra humana que porta al hombre a una esclavitud. Imagen: Retrato de Martin Lutero de Lucas Cranach el Viejo.

Martín Lutero no se opone a los votos monásticos al principio de su reforma, de hecho en 1519 exalta la vida monástica como un estilo de vida que hunde sus raíces en la consagración bautismal. En sus obras «A la nobleza de la nación alemana», «La libertad del cristiano» y «De la cautividad babilónica de la Iglesia», todas de 1520, habla de los votos monásticos sin condenarlos, recomienda no hacerlos pero no niega su validez. Será en 1521, cuando por primera vez el reformador alemán, en su obra «Temas sobre los votos», contrapone la obligación de la observancia de los votos a la libertad del Evangelio. Sin embargo, en la misma obra aclara que «los votos deben vivirse con entera libertad», por lo tanto no hay todavía una condena formal de su parte.
Lutero atacó directamente la profesión de los votos monásticos en su obra De votis monasticis iudicium («Juicio sobre los votos monásticos»), declarándolos como obra humana y situación que porta al cristiano a una esclavitud que contradice la libertad de Cristo. El sentido teológico de los votos, no fue cuestionado por él, sino la obligación misma de cumplirlos que coartaba la libertad del cristiano. Algunos autores modernos señalan que el reformador alemán escribió dicha obra bajo presión de Andreas Karlstadt y Melanchton. La condena de Lutero fue suficiente para abolir la vida monástica y las órdenes religiosas de las Iglesias nacidas en el seno de la Reforma. Habría que esperar hasta bien entrado el siglo XIX para que se restablecieran formas de vida monásticas en la Iglesia luterana.
Para los autores modernos la esencia del Cristianismo se aleja del ascetismo ritual y del legalista. Por esta razón, como el ascetismo es algo consustancial con el monacato, ya que este no es más que una forma de ascetismo organizado, los modernistas concluyeron que el monacato no podía enraizarse en el Evangelio. Dedujeron además que su origen se hallaba en las religiones ascéticas que se difundieron por el Mediterráneo, entre los siglos I y IV después de Cristo.
A finales del siglo XIX, cosa que alimentó el pensamiento modernista, el historiador protestante H. Weingarten, con su obra «Origen del monacato en la época postconstantiniana», negaba el origen cristiano del monacato por considerar como leyendas piadosas las vidas de los padres del desierto. Según él, el origen cristiano del monacato fue una invención con la intención de esconder su origen pagano. Se basó en el paralelismo existente entre el monacato cristiano y el de otras religiones anteriores al cristianismo. Autores católicos respondieron a estos ataques con argumentos subjetivos más que históricos sin embargo, la controversia benefició a la institución misma del monacato cristiano. Gracias a ello se clarificó su origen y su especificidad propiamente cristiano, sin negar las semejanzas e incluso influencias, más o menos directas, de otras formas de monacato anterior al cristianismo. La historiografía en este contexto es abundante.

### Autores contemporáneos
Los autores contemporáneos, especialmente los protestantes del siglo XIX e inicios del XX, continuaron basando sus argumentos sobre el origen pagano del monacato cristiano, sobre la base de lo dicho por Weingarten; sin embargo el Movimiento de Oxford en la Iglesia anglicana, fue cambiando de dirección a la hora de justificar lo específicamente cristiano de las instituciones monásticas nacidas en el seno de la Iglesia primitiva. Ranke-Heinemann, católico de la segunda mitad del siglo XX, al igual que otros autores, católicos y protestantes, basados sobre los últimos descubrimientos arqueológicos en Siria, Egipto y Palestina, no dudan en que el monacato, si bien tiene paralelismos con el monacato pagano y el de otras religiones orientales, tuvo su nacimiento y posterior desarrollo, independiente de estos.

## Teología bíblica
El origen del monacato en cada religión hay que buscarlo en lo que es específico en ellas. Por tanto el monacato cristiano habrá que buscarle sus propias raíces dentro de lo que es el cristianismo, y no al margen de ello. Con ello no se pretende eliminar lo que de paralelo o semejante puede haber con las otras religiones, sino que por mucho que existan similitudes o influencias entre unas y otras, cada una de ellas tiene una forma específica que la caracteriza: los fundamentos de sus doctrinas y prácticas morales.

### Antiguo Testamento

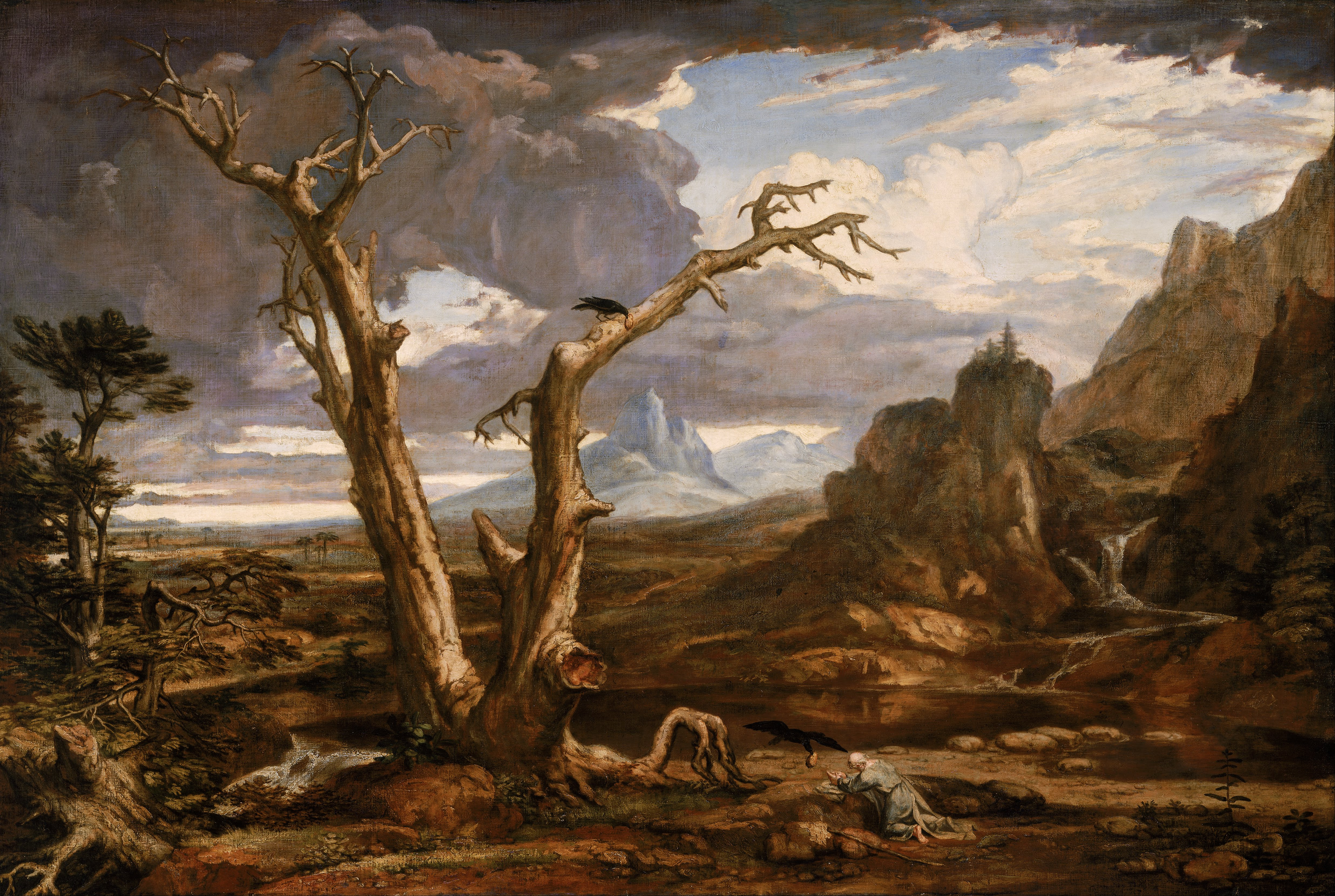
El profeta Elías, cuya historia se narra en el Antiguo Testamento, fue modelo de inspiración para los primeros monjes solitarios que hicieron vida en el desierto. Imagen: Elías en el desierto de Washington Allston.

En el Antiguo Testamento había una serie de prescripciones que obligan a todos los fieles, pero de las que algunos hicieron verdadera profesión asumiéndolas radicalmente, tales como la abstinencia de determinados alimentos y los ayunos frecuentes. En el Judaísmo oficial existían también algunas instituciones ascéticas que no se pueden decir propiamente monacales, pero que si se puede tomar como un precedente del monacato cristiano. El monacato bebe doctrinalmente del Antiguo Testamento estos modelos ascéticos. Entre estas formas ascéticas se encuentran los nazareos, institución más antigua que Moisés, que constituían un grupo de vida independiente, al margen de la sociedad, pero con unas obligaciones propias: abstenerse de toda bebida inebriante, de toda impureza legal y no cortarse jamás el cabello. La misión de ellos era la de recordar a Israel la sumisión total debida a Yahveh. Al principio se abrazaba a perpetuidad, pero con el tiempo se convirtió más bien en un estado temporal. Los primeros monjes cristianos, fueron igualmente un signo de protesta para el tiempo en que la religión se había generalizado, como los nazareos pretendían recordar a la sociedad su total pertenencia a Dios, encontraron en los nazareos un modelo a seguir.
En el A.T. se mencionan a ciertas comunidades de profetas, ciertos elementos de esta comunidades sirvieron de modelo a las primeras formas de vida monástica cristiana, tales como la proveniencia de las castas bajas de la sociedad, la dimensión profética que les animaba, el deseo de una consagración radical a Dios en contraposición a las desviaciones o relajación de las costumbres que vivían en sus respectivas épocas.  Es desde el punto de vista teológico, que los movimientos cenobitícos del monacato cristiano fundamentaron su estilo de vida en dichas comunidades, especialmente los profetas Elías y Eliseo.
Otros movimientos mencionados en el A.T., como los recabitas y los asideos, cuyo objetivo era regresar a los orígenes del pueblo de Israel en el desierto, son considerados por Jerónimo y Gregorio de Nacianzo, como modelos de ascetismo. De hecho, al origen de la vida monástica cristiana siempre se encontró el deseo de retornar al mensaje evangélico inicial.

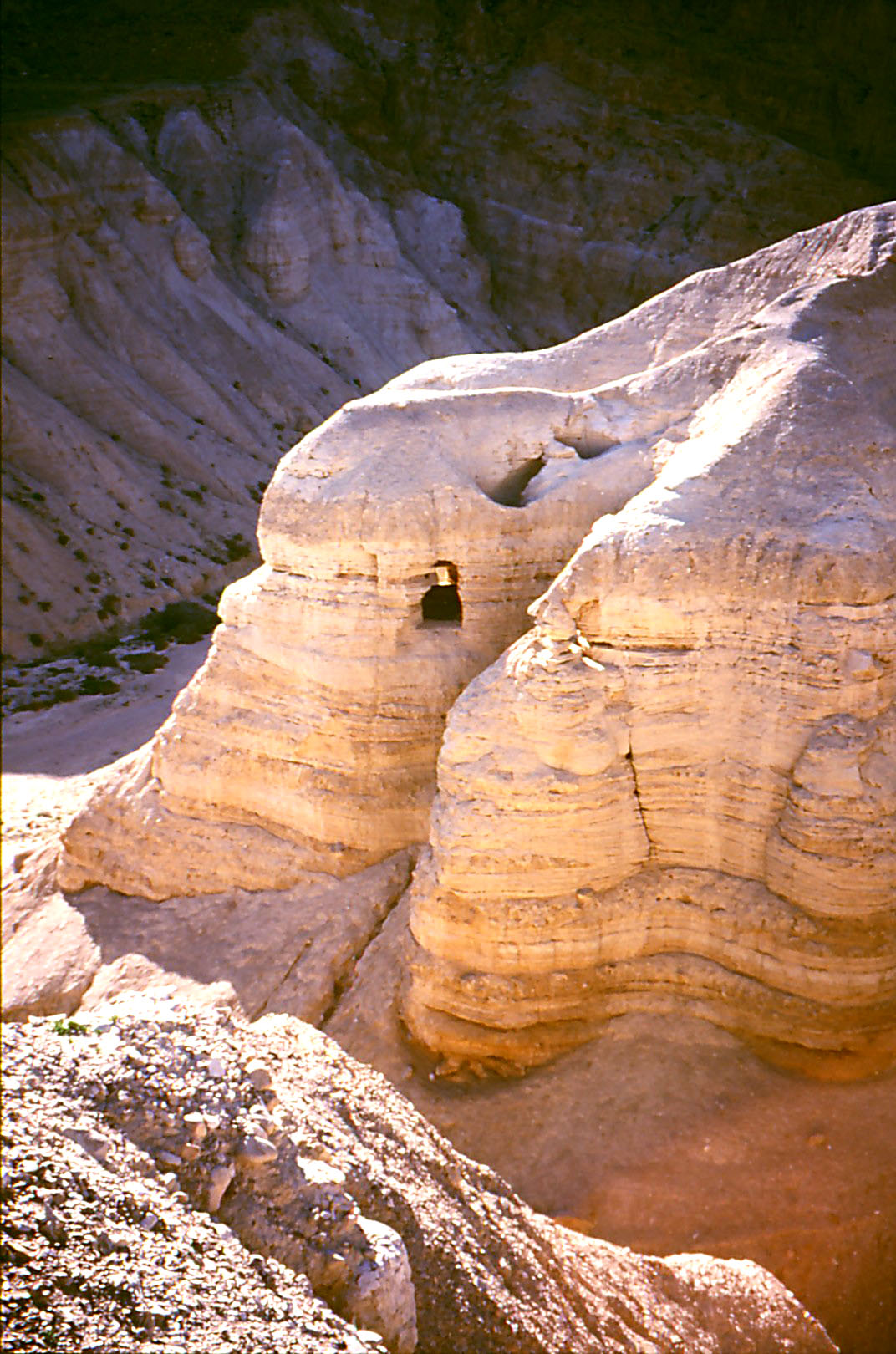
Si bien es cierto que existen similitudes entre teológicas y de algunas costumbres entre los esenios y los primeros monjes cristianos, los expertos de la religión protestante que ven como pagano todo lo cristiano anterior a la reforma .señalan que no se puede ver en ello una sucesión histórica. Imagen: Cuevas en Qumrán, asentamiento de comunidades esenias.

Al margen de estos movimientos, más o menos oficiales, se encuentran otros grupos heterodoxos. En primer lugar se encuentran los esenios, un grupo que se origina al tiempo de los asideos, entre los años 134 y 105 a. C. Este grupo ha significado un giro en la historia a la hora de tratar los orígenes del monacato cristiano y del cristianismo mismo. El primero en hablar de los esenios fue el historiador judío Flavio Josefo, pero el descubrimiento de Qumram les hará famosos por la cantidad de documentos encontrados que arrojan mayor claridad sobre su origen y estructura. Entre estos están: «la Regla de la comunidad», «la Regla de la Congregación» y el llamado «Documento de Damasco». En ellos se encuentran una serie de coincidencias con los movimientos radicales ya mencionados, pero tienen unos elementos nuevos que le dan un tinte original. Entre las similitudes se encuentran: la separación del sacerdocio y del culto oficial del Templo que se suponía infectado por las nuevas corrientes seléucidas, como reacción a esta contaminación se pretende una vuelta al pasado, al ideal del desierto, y la observancia radical de la Ley y demás tradiciones del pueblo. El elemento nuevo esenio, es la tensión escatológica hacia un futuro mesiánico. A nivel de organización, la comunidad se encontraba dividida en dos grupos bien diferenciados: uno que vive en una comunidad estricta, sometidos a la obediencia, comunidad de bienes y a la continencia, muy parecido a lo que será la base de las primeras comunidades cenobíticas de los monasterios cristianos. Un segundo grupo, compuesto de familias que vivían en el desierto en comunión espiritual con el primer grupo. Mucho se ha hablado acerca de los esenios, no falta quien identifique una relación directa del monacato cristiano con el movimiento judío. Sin embargo, lo mismo dicho anteriormente respecto a los movimientos ortodoxos, vale para ellos. Solo se pueden identificar similitudes teológicas y morales, pero no una sucesión histórica de los esenios a los monjes cristianos.
Filón de Alejandría habla en su obra De vita contemplativa, de los terapeutas, otro grupo heterodoxo judío (aunque si alguno los identifica como filósofos paganos). Estos constituían una secta judía en la diáspora, similar a la de los esenios. Vivían en Egipto en torno al lago Maeris, dedicados a una vida plenamente contemplativa con la finalidad de curar sus pasiones, de ahí el nombre de terapeutas. Se diferencian de los esenios por su vida totalmente contemplativa. Al igual que los esenios renunciaban a la propiedad privada, profesaban el celibato y la observancia rigorosa de la Ley. Aunque vivían en celdas individuales, la organización parece ser que era comunitaria, puesto que en una vez a la semana y en fechas especiales, como Pentecostés, se reunían en una especie de liturgia ritual y cena comunitaria. Es lógico que ante estas semejanzas con el monacato cristiano, los autores cristianos como Eusebio de Cesarea, Jerónimo y Epifanio de Salamina, creyeran que Filón había confundido un grupo de monjes cristianos con una secta judía.

### Nuevo Testamento

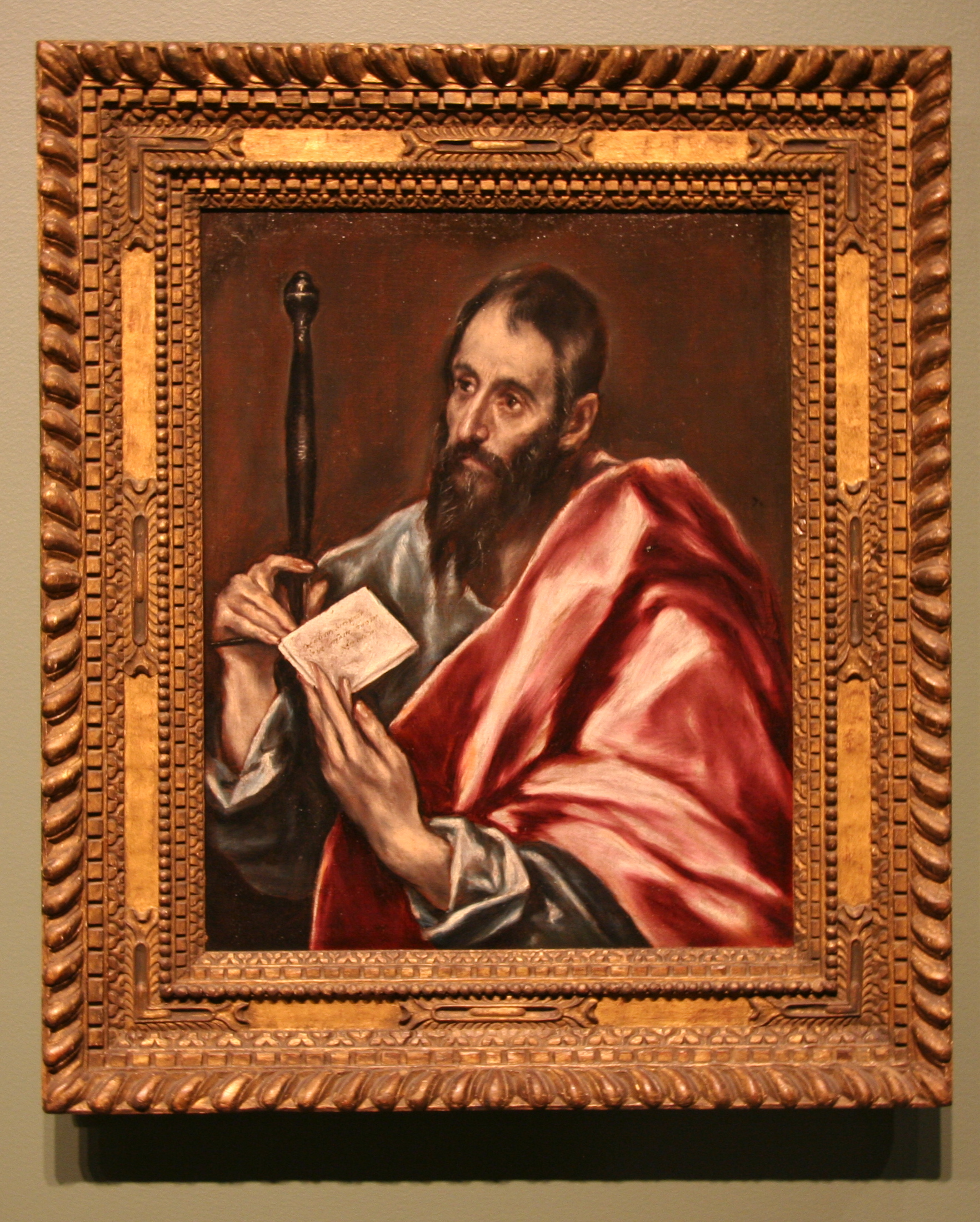
En las comunidades paulinas, especialmente en Corinto, fue donde por primera vez se planteó en el cristianismo formas de vida ascética premonásticas, tales como las vírgenes, los continentes y las viudas. Imagen: San Pablo de El Greco.

En tiempos de Jesús existían ya movimientos ascéticos pero él no perteneció a ninguno de ellos. La vida pública de Jesús antes parece confirmarlo: comidas, bodas, visitas a familias etc., para nada paralelo a las formas monásticas surgidas tres siglos después. Solo un rasgo de la vida de Jesús lo pone al margen de la gente común y corriente de la sociedad de Israel de entonces, el celibato, que no dejó de extrañar a los suyos y que aún hoy, sigue suscitando polémicas. De ahí, que el referente cristiano para las tradiciones monásticas primitivas respecto a la continencia, celibato o virginidad, haya sido el mismo Jesús, en quien veían el modelo perfecto.
Jerónimo e Atanasio contarán cómo los monjes imitaban a los apóstoles siguiendo las indicaciones de Jesús al abandonar todo para seguirle. Los autores cristianos de los siglos IV y V en adelante, hasta poco antes de la aparición de la vida religiosa no monacal, usaban como sinónimo de vida apostólica el de vida monástica.
Las comunidades cristianas neotestamentarias no vieron la necesidad de huir al desierto para separarse de la sociedad. La novedad del renovamiento de Jesús de Nazaret es que sus seguidores se encontraban en las ciudades y desde allí predicaron el Evangelio, por lo tanto no son en nada comunidades monásticas. Sin embargo, a la base de los primeros monjes cristianos se encuentran ciertas características de la comunidad cristiana primitiva de los Hechos de los Apóstoles: no hay diferencia entre unos y otros miembros de la comunidad, todos se sienten hermanos, reina entre ellos la solidaridad, existía la comunión de bienes, oraban continuamente, eran obedientes a los apóstoles y a sus sucesores en servicio de los objetivos misionales de la comunidad y la Eucaristía constituía el centro en torno al cual giraba toda la comunidad. Seguramente habrá otras, pero basten estas para mostrar los ideales que la vida monástica de sus orígenes ha pretendido seguir. Los teólogos cristianos que defienden el monacato lo han explicado como una consecuencia de las enseñanzas del Evangelio. Jesús y las primeras comunidades cristianos no fueron monjes, pero se constituyen en modelos para todas las comunidades monásticas y religiosas cristianas de todos los tiempos.
En algunas comunidades paulinas se comienza a ver, por primera vez, pero en ocasiones esporádicas, formas de vida ascéticas, de las que carece la comunidad apostólica y la comunidad lucana de los Hechos. Fue en Corinto donde se planteó por primera vez entre los cristianos una experiencia ascética bajo la forma de la vida en virginidad. Durante su estancia en Corinto, Pablo trató sobre el tema del matrimonio y la virginidad. Luego, en una carta escrita a la misma comunidad, el apóstol hace una comparación de los dos estados, declarando que para no casados y viudas bien les es estar como él: continente. Pero él mismo deja claro que no ha sido un precepto de Dios sino una opción personal. Pablo muestra un especial interés por la continencia sexual de las vírgenes, los no casados y las viudas, pero aconseja actuar con cautela y con método. Es posible que ya en algunas comunidades paulinas se fuera institucionalizando ciertos modos de vida ascética. A finales del siglo I, de hecho, ya existía una institución propiamente dicha de vírgenes contingentes.

## Historia
Los autores monásticos cuando escriben sobre el origen del monacato cristiano, generalmente coinciden en colocar su fundación a finales del siglo III. El monacato resultaba una novedad para la Iglesia de entonces, porque en los orígenes del cristianismo, como se ha visto en los fundamentos bíblicos, no existía dicha institución. Es más las primeras comunidades cristianas no se separaban de la sociedad, por el contrario les estaba mandado ser fermento en medio de ella. De ahí que Tertuliano y el autor de la «Carta a Diogneto» negaron toda acusación pagana que veía en los cristianos a gentes hostiles contra la sociedad. Implícitamente, los autores antiguos, también hablan de esa novedad, cuando colocan el origen del monacato en manos de Antonio Abad o Pablo de Tebas, ambos del siglo III.

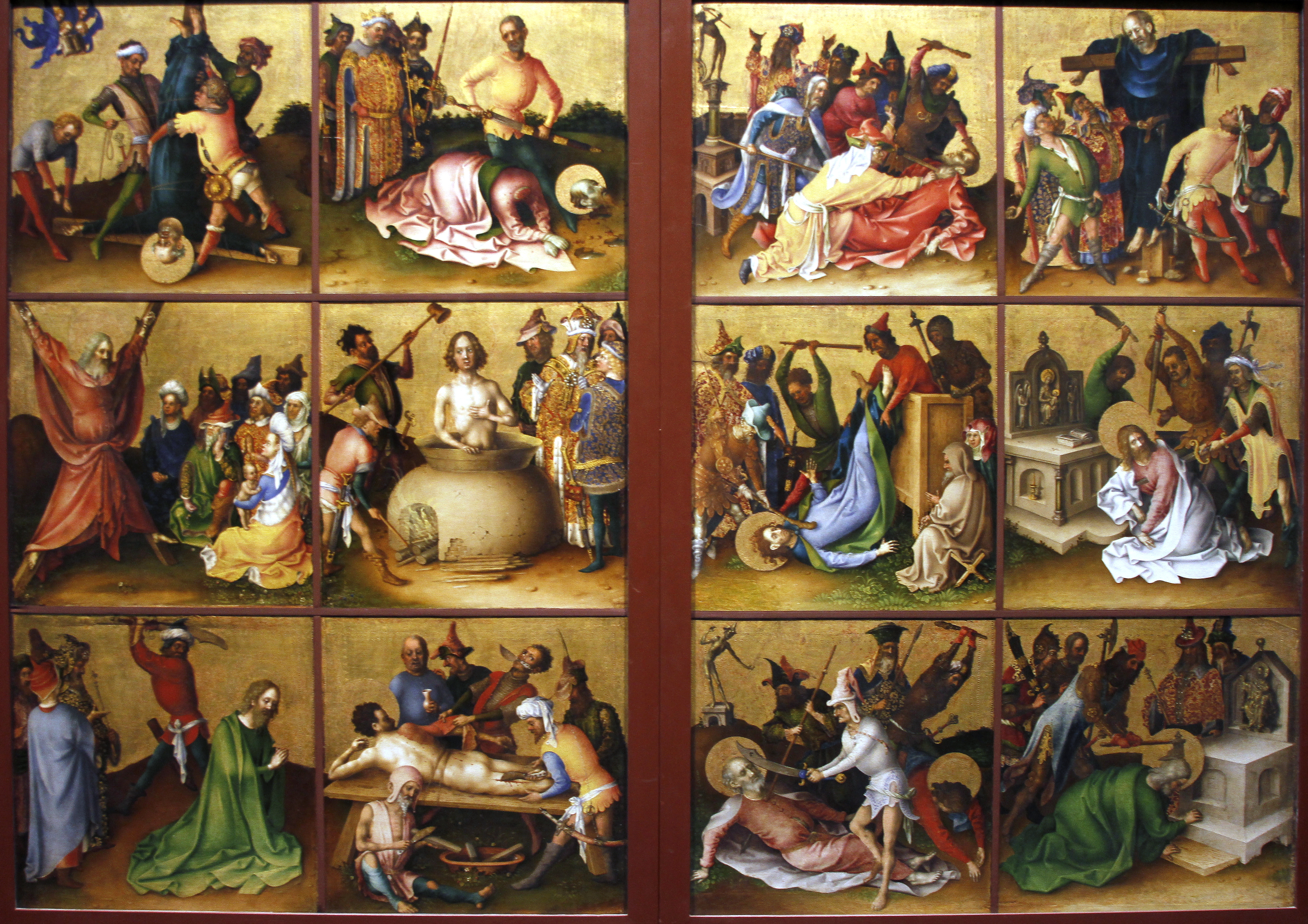
El ideal cristiano de los primeros siglos era el martirio y el ascetismo se constituía en una preparación para morir mártir. Imagen: El martirio de los doce Apóstoles de Stefan Lochner, alrededor de 1435.

### Ascetismo cristiano pre-monástico

#### Ascetismo y martirio
Es necesario recordar que la historia del cristianismo, entre los años 64 y 313 d. C, se encuentra marcada por la persecución religiosa de la que fueron objeto los cristianos. Por esta razón los Padres apologistas se dedicaron a defender que los cristianos no eran una amenaza para la sociedad y que no eran diferentes de los demás miembros del imperio. Pese a las defensas los cristianos eran considerados "extraños" en el Imperio, eran marginados y apartados del mundo. Esta era parte de la vida cotidiana, salvo contadas excepciones de paz, de un cristiano de los primeros siglos. Esa situación trajo consigo que un gran número de cristianos vieran en esa realidad con ciertas tendencias apocalípticas, despreocupándose de las cosas temporales. Muchas de estas tendencias apocalípticas degeneraron en herejías, como el Montanismo, que negaban toda relación con el Imperio y la sociedad. Finalmente parece ser que los cristianos entendieron que si querían ser fieles a las enseñanzas del Evangelio debían dejar de luchar por ser considerados parte del Imperio, cuya relación con la religión pagana oficial, no permitía que ellos fuesen totalmente integrados al mismo. Muchas manifestaciones de Estado, eran religiosas, que podían suponer un peligro a contaminar la fe del cristiano. De esa manera lo que los monjes más adelante asumirán como suyo, el ascetismo, era parte integral de la vida del cristiano, marginado o apartado por el mismo de la sociedad.
El ideal cristiano de los primeros siglos, en medio de las persecuciones, era el martirio. No todos los cristianos primitivos murieron mártires, de ahí que la veneración de aquellos que entregaban su vida por su fe en Cristo, fueran considerados modelos para toda la comunidad cristiana. Esta espiritualidad martirial se encuentra íntimamente ligada a pensamiento escatológico y apocalíptico de muchos cristianos primitivos. Permanente vigilia y constante preparación para el combate definitivo, era el ascetismo que preparaba a los cristianos para el martirio durante los tres primeros siglos de historia del cristianismo. El mártir era la expresión perfecta de ser cristiano que demostraba la entrega total a cristo.
Cuando los cristianos ya no fueron perseguidos con la misma intensidad, en los largos momentos de paz de los 249 años de persecución, muchos que quisieron ser mártires y no lo fueron comenzaron a preguntarse de que había valido tal preparación. La literatura cristiana cambia de rumbo entonces, la preparación para el martirio pasó a ser un martirio en sí mismo. El ascetismo que hasta el momento caracterizaba la preparación del mártir fue sustituyendo al martirio como radicalidad de vida evangélica. Si al inicio toda la iglesia cristiana era asceta, ahora existirá el ascetismo particular, la opción de marginarse, de buscar el desierto o la soledad para el encuentro íntimo con Dios, en medio de una sociedad que daba paso a la libertad al cristianismo y al tiempo a la relajación de la fe y las costumbres cristianas.

#### Vírgenes y continentes

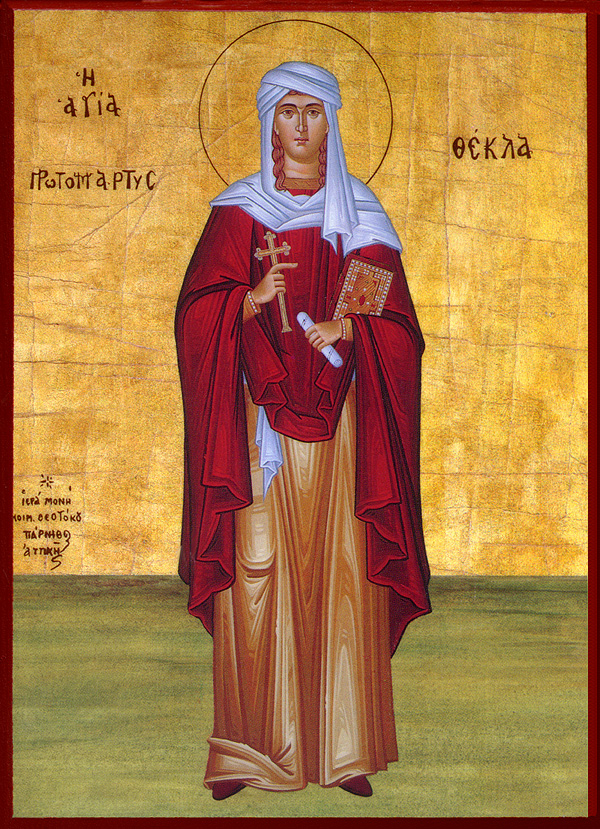
Tecla de Iconio (s. I), supuesta discípula de Pablo, fue venerada por las vírgenes y los primeros ascetas cristianos como modelo de virginidad.

A los ojos de muchos cristianos, a partir del año 313, con la paz constantiniana, el cristianismo comenzó a decaer en su fidelidad al Evangelio. Muchos cristianos, comenzando por sus pastores, se enriquecieron y ostentaron gran poder del que la primera comunidad cristiana no hubiera imaginado. En medio de ello surgieron sectas radicales que apartándose de la Iglesia intentaban imponer una visión radical, como los encratistas y los montanistas. Pero al tiempo, se institucionalizaron formas de vida que pretendían vivir ellos esa radicalidad, sin pretender obligar a los demás cristianos. Ejemplo de esta última, es la antigua institución de la Vírgenes, nacida en la era apostólica, pero que se consolidó en los siglos II y III y logró su mayor florecimiento en el siglo IV. El apelativo para los hombres que vivían según el modelo de las vírgenes era el de continentes. Vírgenes y continentes era el modo de vida de mujeres y hombres que abrazaban el ascetismo como forma de vida, según el modelo de Jesucristo virgen. Que existían comunidades de este tipo en el cristianismo del siglo I, lo atestigua Clemente de Roma. En el siglo II,  «Hermas de Roma» e «Ignacio de Antioquia»
serán quienes escriban de ello. Abunda la literatura del siglo III, en la que los pastores de las nacientes diócesis, intentan regular la vida de ascetas y vírgenes. Tertuliano y Cipriano de Cartago son testigo de ello, puesto que en la región africana del Imperio las vírgenes constituían una realidad bien visible.
La virginidad, como modelo de vida cristiana, se difundió y floreció rápidamente en Alejandría de Egipto, durante el siglo III. En el mismo siglo Hipólito de Roma menciona a los ascetas en las siete categorías de cristianos.
Durante los primeros tres siglos ascetas y vírgenes no tuvieron organización particular. Sobre todo en el caso de las mujeres que debían permanecer en el ambiente familiar, puesto que una mujer que vivía sola en la sociedad de entonces perdía su reputación. Lo cierto es que ya entrado el siglo III, el ascetismo es considerado el sustituto del martirio, por ello, aunque si ascetas y vírgenes no constituían un estado fuera de la sociedad, eran reconocidos y claramente diferenciados por la misma comunidad cristiana. Orígenes colocó a ascetas y vírgenes dentro de la jerarquía de la Iglesia, luego de los obispos, presbíteros y diáconos; Clemente Alejandrino les llama «los elegidos de Dios»; y Cipriano llama a las vírgenes «porción ilustre del rebaño de Cristo».
La consagración de las vírgenes se desarrolló plenamente durante el siglo IV, donde se hace ya públicamente con votos religiosos. El primer caso conocido de consagración oficial es el de Asella de Roma en torno al 344. El primero autor que registra con claridad la celebración de una profesión oficial es Optato de Milevi en torno al 366. El voto de la virginidad hacía inválido el matrimonio. Esta institución deja claro que es indudable el aporte femenino a los orígenes de la vida ascética cristiana, ya que las vírgenes se hallan en la base de las futuras formas de vida monástica. Hans Küng dice al respecto, que «las mujeres estaban involucradas de un modo más intenso en la primera difusión del cristianismo de lo que las fuentes, bajo su prisma centrado en el hombre, sugieren».

### Monacato primitivo

#### Del ascetismo al monacato
Ya en el siglo IV los ascetas comienzan a constituirse en grupos aparte, aunque si no constituían aún una realidad segregada como la de los monjes del siglo V. Debido a los abusos que se fueron cometiendo en el modo de vida de los ascetas solitarios (con extravagancias como la de los estilitas, estacionarios, dendritas, etc.) y de los grupos no organizados, se fueron organizando poco a poco hasta constituirse en monacato propiamente dicho. La diferencia de los ascetas del siglo III e inicios del IV, con los monjes del siglo IV en adelante, para constituirse en verdadero monacato, era la separación material de las comunidades cristianas para marcharse a vivir al desierto, sea en solitario o sea en vida común. Pero las demás características ya las poseían: castidad, pobreza, «separación del mundo», oración, mortificación, etc.

#### Eremitismo y anacoretismo

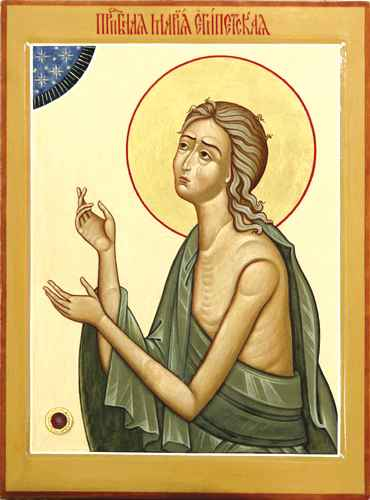
El caso de María Egipciaca (c. 324-c. 421) es un ejemplo de «madres del desierto» que optó por la vida solitaria. Imagen: Icono ortodoxo ruso.

En el momento en que los ascetas comenzaron a huir de las realidades presentes, según el concepto cristiano, porque el cristianismo se había relajado, encontraron en el desierto un ambiente propicio para llevar a cabo un itinerario vocacional. El desierto era el lugar privado de toda comodidad y solitario, lugar de encuentro con el Dios de Israel y lugar elegido por Juan el Bautista para predicar el arrepentimiento y la conversión (modelo ahora para la vida ascética). Además el desierto se constituyó en el lugar de lucha contra el demonio, tomando como base la lectura de las tentaciones de Jesús.
Los primeros ascetas que buscaron refugio en el desierto fueron llamados eremitas o ermitaños; mientras que quien elegía la vida en soledad sin importar el lugar (incluso en las mismas ciudades) fue llamado anacoreta. Otra característica importante de los padres del desierto es que eran laicos y no pertenecían a ninguna estructura eclesial. Al final del siglo III, en Egipto se encuentran las primeras experiencias, o al menos las más significativas, de personas solitarias por elección. Al inicio vivían en lugares cercanos a las ciudades, con el pasar del tiempo se fueron adentrando en el desierto. Las figuras más importantes de este estilo de vida, en sus orígenes, fueron Pablo de Tebas, al sur de Egipto, y Antonio Abad, considerado hoy el padre de los monjes cristianos. Existían además, según Paladio en su Historia Lausiaca, compuesta entre los años 419 y 420 d. C., un grupo de mujeres ancianas y madres que siguieron el estilo de vida del desierto. A estas mujeres se les conoce en la historiografía como madres del desierto.
Antonio Abad decide una vida ascética, luego de haber escuchado el texto del Evangelio de Mateo, donde Jesús invita a los discípulos a venderlo todo y seguirlo. Hecho así, Antonio decidió buscar refugio en el desierto y vivir una vida totalmente entregada a la oración. En la medida en que la gente lo buscaba, por su fama de santidad (cuentan sus hagiógrafos), se adentraba más y más al desierto, donde construyó una celda, y allí vivió, supuestamente hasta los 105 años. En el lugar, donde según la tradición, se encontraba esta celda, hoy se levanta un monasterio de monjes coptos. Muchos seguirán el estilo de vida de Antonio. El eremitismo se extiende por Egipto, Siria y Anatolia, algunas veces influenciados por los egipcios, otras con origen independiente. Esta forma de vida no se perdió con el nacimiento del cenobitismo, sino que perduró a lo largo de la historia del cristianismo, dejando testimonios en el arte y en la arquitectura.

#### El movimiento cenobítico

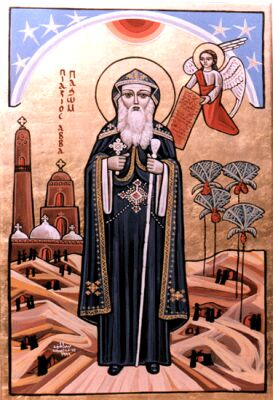
Pacomio (c. 292-348) es considerado el padre del monacato cenobítico. Las primeras experiencias de monjes cristianos que se unieron para formar comunidad se presentaron en el desierto de Egipto. Imagen: Icono copto.

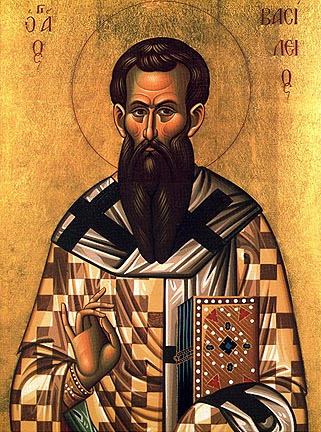
Basilio (c. 330-379), por su parte, es considerado el padre del monacato oriental. Imagen: Icono ortodoxo bizantino.

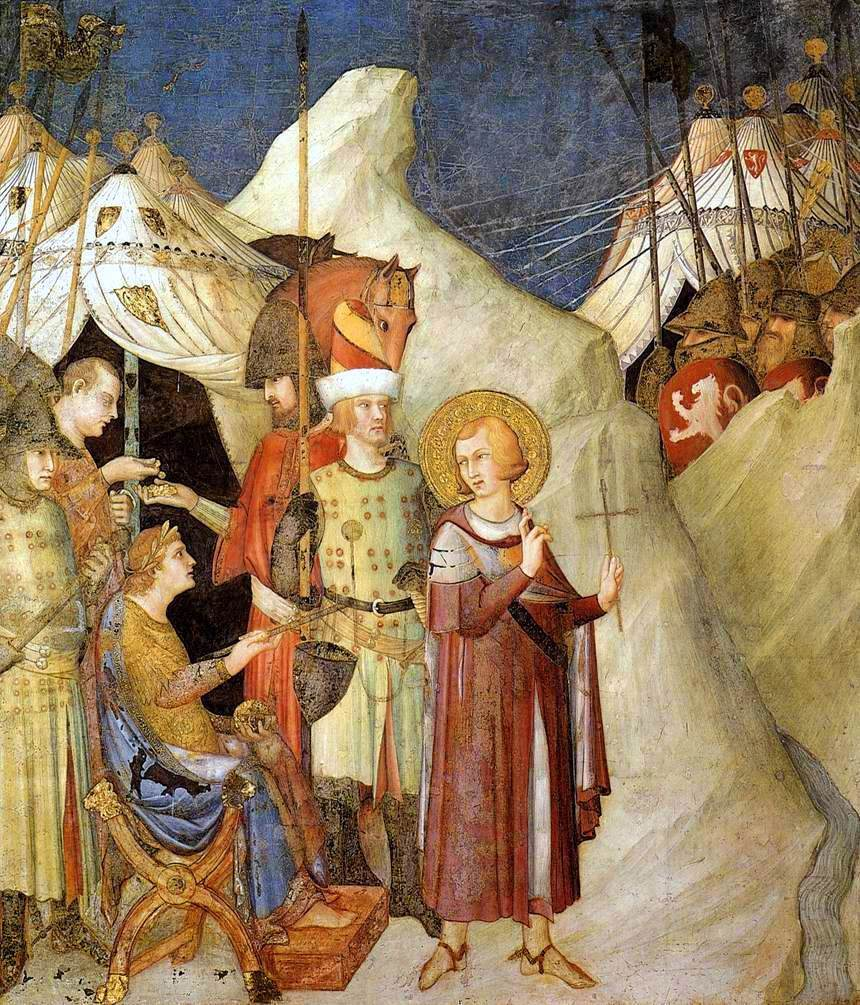
El ideal monástico se expande rápidamente hacia occidente en el. Imagen: San Martín de Tours renuncia a las armas y abraza la vida monástica de Simone Martini, entre 1322-1326.

Luego de Antonio, el monacato se fue difundiendo gradualmente en los ambientes cristianos de varios países. Emerge igualmente la idea de ir agrupándose buscando un equilibrio entre vida solitaria y vida común. En estos primeros núcleos, cada monjes trabaja habitualmente solo y en su propia celda, pero se encontraban para la oración en comunidad, sea cada día o en momentos y fechas especiales. A estos la historiografía actual les llama monacato semicenobítico.
El número de monjes aumentaba. Pacomio, a inicios del siglo IV, ofrece un aporte a la evolución del monacato semicenóbitico al monacato cenobítico. La diferencia radica en que ya no se pone el acento en la soledad, sino en la vida común, y por consecuencia en la obediencia. Pacomio funda una comunidad de este estilo en Tabennisi, una villa abandonada en el Alto Egipto, hacia el 320. Sucesivamente se promueve el nacimiento de otros monasterios masculinos y de dos femeninos, entre los que según la tradición entró a formar parte María, la hermana del fundador. Para una mayor organización, escribió una regla de vida, la más antigua de las que se conoce. En ella establece ejercicios de contemplación, prácticas ascéticas, oración y trabajo manual. El candidato debía dejar todas sus pertenencias en una caja común, así se convertía en miembro pleno de la comunidad. Esta comunidad estaba bajo la autoridad de un preposto y todos vivían en el monasterio, que prácticamente se constituía en una ciudad de monjes que vivían en casas de veinte por cada una. Cuatro casas formaban una "tribu" bajo la obediencia de un Abad (que significa «padre») quien era el encargado de asegurar la dirección espiritual de la tribu y del buen funcionamiento del servicio general. A la muerte de Pacomio (346) este estilo de monacato cristiano se difundió rápidamente por Egipto e influyó en gran manera en las nuevas organizaciones monásticas surgidas en Palestina y Siria. Aunque si los descubrimientos actuales, permiten plantear que el monacato cristiano en Siria, Palestina y Persia, hayan nacido independientemente del de Egipto, sin dejar de lado el hecho de más adelante hayan tenido cierta relación. Desde finales del siglo IV hasta la segunda mitad del V, fueron monjes sirios quienes re-evangelizaron Etiopía, donde el cristianismo había llegado a una decadencia tal que estuvo a punto de desaparecer. La leyenda etíope da el nombre de los «Nueve santos», al grupo de monjes formado por Aregawi, Garima, Alefi, Salamá, Afse, Licanos, Adimata, Pantaleón y Gubas, considerados por la tradición cristiana etíope los verdaderos fundadores del cenobistismo.
El progreso decisivo de la vida cenobítica tiene en Basilio de Capadocia. Hacia el 357, Basilio, luego de conocer en Egipto por sí mismo los monasterios pacomianos, se establece en el Ponto con un grupo de amigos, entre ellos Gregorio Nacianceno. Basilio, al igual que Pacomio, escribe una regla de vida. La novedad basiliana era la sumisión de los monasterios a la autoridad del obispo y a abrirlos más a las realidades sociales y eclesiales. Estableció ocho momentos de oración al día. De su influencia surgirán monasterios decisivos para la historia del monacato cristiano, como los monasterios constantinopolitanos y el de Monte Athos en Grecia, dedicados al estudio de textos teológicos.
El ideal monástico de Oriente se extiende al Occidente, al tiempo que varios grupos de vírgenes consagradas, deciden unirse y vivir en comunidad. En Roma, la presencia más antigua de los primeros monjes data de 341. Promotor del estilo basiliano y uno de sus seguidores, será Jerónimo, quien abraza la vida monástica en Treveris, Galia, conoce de cerca la experiencia eremítica en Siria, luego de un periodo de trabajo al lado del papa Dámaso, se trasladó a Belén y continuó su vida como un simple monje dedicado al estudio. En el círculo de Jerónimo, se encuentran también un grupo de mujeres dirigidas por él. Entre ellas resalta la figura de Paula, fundadora de varios monasterios femeninos en Tierra Santa.
En Occidente, durante el siglo IV, el monacato se sigue expandiendo, llegando a Italia: Milán con Ambrosio y a Nola con Paulino; al África Proconsular, a España y a Galia. Figura importante en este último fue Martín de Tours que funda el primer monasterio de Occidente, en Ligugé. Elegido obispo de Tours, Martín fundó un monasterio cerca de la ciudad, que se convertirá en uno de los más importantes de Europa. En este mismo siglo, resalta en oriente uno de los personajes más importantes de la piedad y de la espiritualidad no solo monástica, Evagrio Póntico, quien «creó el primer sistema completo de espiritualidad cristiana».
A inicios del siglo V, en el 410, Honorato fundó el monasterio en la Isla Saint-Honorat, en el grupo de las Islas Lérins, el cual se convierte en un centro de actividades científicas y de formación para futuros obispos. Poco después, Casiano funda en Marsella un monasterio masculino y uno femenino. Casiano escribió para sus monjes y monjas: De institutis coenobiorum y Collationes patrum. El primero será uno de los textos que más influirán en Benito de Nursia. Como se ve, la mayoría de los cenobios, fieles a su vocación de soledad, buscaban lugares apartados de la sociedad. En el caso de los cenobios femeninos, por causa del peligro que comportaba para las mujeres el estar tan retiradas, lo normal era que se construyeran en las proximidades de los centros habitados.
El clero de finales del siglo IV e inicios del V, retorna a vivir en comunidad siguiendo el ejemplo de los monjes, como reacción a una cierta tendencia de un gran número de sacerdotes de la época, que por causa de la riqueza y los privilegios recibidos luego de las persecuciones, se fueron estableciendo en una vida privada, olvidándose de la forma de vida en común de la comunidad apostólica. El deseo de regresar al modo de vida apostólico, llevó a obispos como Eusebio de Vercelli, en el Piamonte; Agustín de Hipona, en el Norte de África; y Cesareo de Arlés, en la Provenza, fundan monasterios junto a sus sedes episcopales, cual seminarios, para la formación del clero. La Regla de San Agustín estará a la base del nacimiento de muchos monasterios de la Edad Media y de muchísimas formas de vida religiosa apostólica en el curso de la historia. Él mismo fundó un monasterio femenino en Hipona, entre los años 393 al 397, siendo su hermana la primera priora.
En Oriente, desde Siria, pasando por Palestina, hasta el Asia Menor, hacia el siglo VI, los monjes tomaron parte activa en la vida y organización de la Iglesia, en las grandes discusiones doctrinales sobre los misterios fundamentales de fe cristiana, en los primeros grandes concilios ecuménicos.

### Monacato medieval

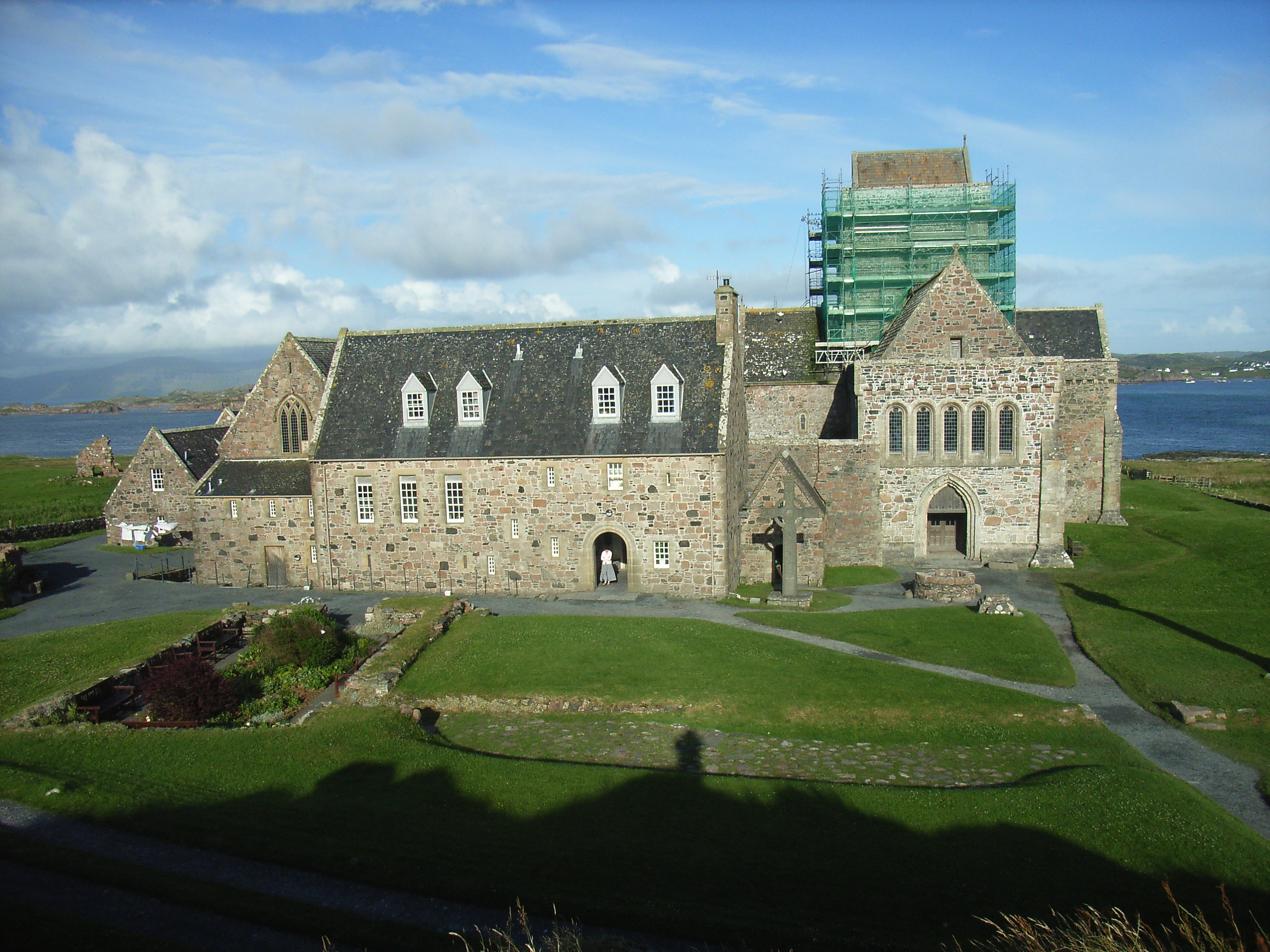
La Abadía de Iona, en la islas Hébridas (Escocia), fundada por Columbano en 563, es un ejemplo de la gran influencia que ejerció el monacato irlandés entre los siglos VI y VIII, en el Norte de Europa.

#### El monacato irlandés
Patricio, un monje bretón, se formó en los monasterios de Lérins y de Auxerre. Regresó a su patria como obispo de Irlanda, donde se había consolidado una fuerte comunidad cristiana. A la muerte de Patricio (591) toda la isla había sido convertida al cristianismo, pero con una característica singular, una impronta monástica. A los monjes les fue confiada la cura pastoral, los obispos eran abades o estaban sometidos a un abad y los monasterios constituían el centro de la vida social y cultural. De esta experiencia eclesial y monástica, surgieron personajes como Columbano, quien evangelizó incluso en la corte del rey Childeberto de Austrasia, fundó monasterios al estilo irlandés en Vosgos (Galia) y para ellos escribió la «Regla de los monjes», «Regla de la comunidad» y dos penitenciales. Por problemas con poder político y eclesiástico, Columbano es exiliado a Suiza, donde fundó el monasterio de San Gallo, luego a Lombardía (en Bobbio), donde murió. Los misioneros irlandeses que recorrieron Europa fundado monasterios son considerados padres de una espiritualidad propia irlandesa, caracterizada dos puntos centrales de su mensaje: la caducidad del mundo y la perfección de la vida monástica. Heredan al mundo cristiano la confesión privada, la figura del «padre espiritual» y el género literario de los penitenciales.
El florecimiento del monacato irlandés duró hasta el siglo VIII, derribado por la codicia de los poderes seculares y por las incursiones y saqueos de los normandos. Los pocos monasterios que sobrevivieron, fueron obligados a practicar la Regla benedictina.

#### El monacato benedictino

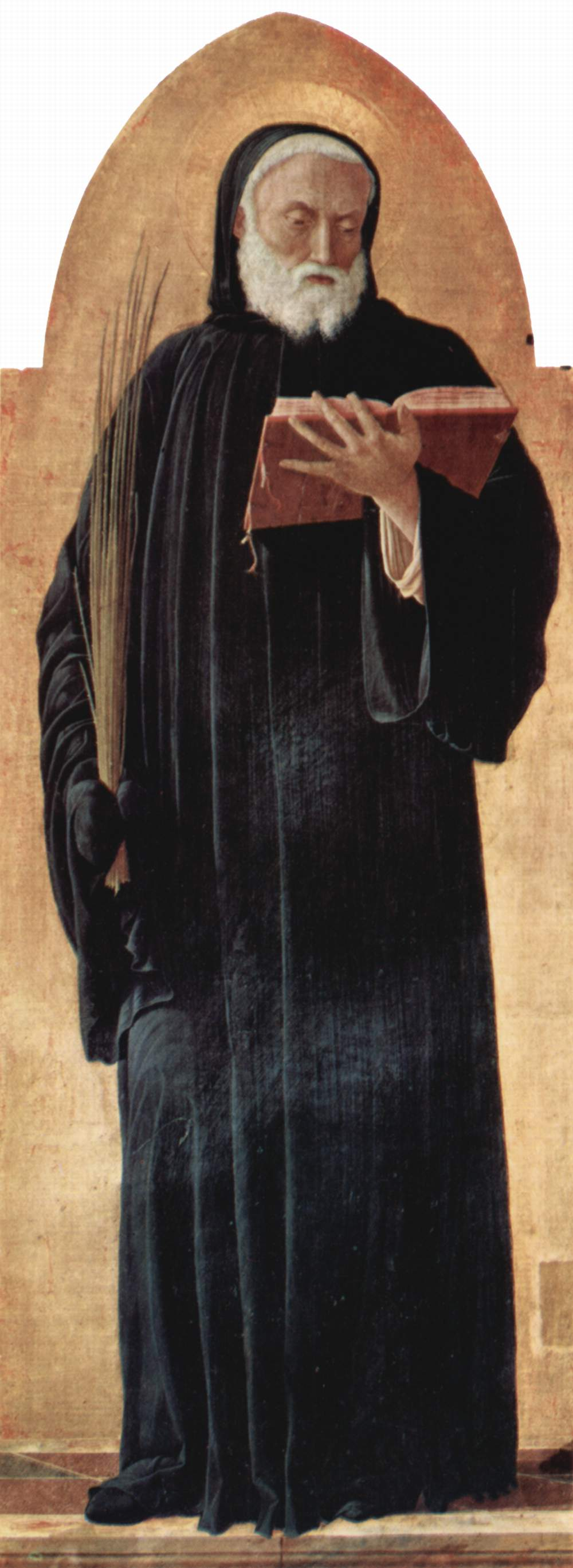
Benito de Nursia (c. 480-543), fundador de la Orden de San Benito, considerado padre del monacato occidental. Imagen: San Benito con la Regla, particular del Retablo de San Lucas de Andrea Mantegna.

Benito de Nursia empieza su experiencia como anacoreta en Subiaco (Italia). Por la cantidad de seguidores que le buscaban, no pudo continuar su vida de solitario, entonces agrupó en esa región, en doce monasterios a cuantos aspiraban a una vida monástica, bajo su dirección. La hostilidad del clero local le empujó a retirarse a Montecasino, donde edificó uno de los monasterio más famosos de Europa. Allí murió en 543. La vida de los monasterios fundados por Benito se desarrollaba sobre la base de cuatro elementos importantes: la oración común, la lectura y copia de la Biblia y de los clásicos latinos, la acogida de peregrinos y el trabajo manual y agrícola. La hermana de Benito, Escolástica, fundó el primer monasterio de monjas benedictinas. Estos se difundieron rápidamente en la Europa Occidental, siendo los más numerosos en Italia.
Benito escribió una Regla de vida, con el objetivo de ofrecer un instrumento a quienes querían iniciar la vida monástica. En ella tiene en cuenta la experiencia monacal de Oriente como las características que iban acuñándose en Occidente. Es considerado en la historiografía como el Padre del monacato occidental, porque es mérito suyo dar a este tipo de monacato un equilibrio y una originalidad, que al final le llevó a absorber todo estilo de vida monacal existente en occidente. El papa Gregorio Magno divulgó la Regla de San Benito y se convirtió en exclusiva regla de vida para todas las instituciones de vida monástica en el Occidente cristiano. El pontífice confió a los benedictinos, desde el siglo VII, las misiones entre los pueblos anglosajones, alemanes, escandinavos y eslavos occidentales. Entre los más importantes de este período se encuentra Agustín de Canterbury, misionero entre los anglosajones y con quien los monjes celtas abrazaron la regla benedictina.
Luego de la caída del Imperio Romano (478), el monacato cristiano, especialmente el benedictino, representó la obra de reconstrucción y de equilibrio del Occidente cristiano. Con el trabajo manual e intelectual de estos monjes, se salvó la economía rural y el tesoro de los clásicos. La nueva edad, conocida por los historiadores hoy como Edad Media, con sus pro y sus contras, será una edad monástica por excelencia. Se puede decir que durante el siglo VII, los monasterios eran los únicos lugares vivos en el campo de la cultura de la sociedad del tiempo. Los reyes de los diversas naciones europeas, a lo largo de este período, enriquecieron los monasterios con sus donaciones y hasta ellos mismos fundaron monasterios y se constituyeron en muchas ocasiones en los garantes de la vida monástica. Carlomagno por ejemplo, entre los siglos VIII y IX, tomó todas las iglesias monásticas y los convirtió en centros de cultura, entre estos, los monasterios de Tours y de San Gallo. Del siglo VIII es Benito de Aniane, quien con su obra logra unificar el monacato occidental bajo la regla benedictina y de quien, Ludovico Pío se apoya para llevar a cabo la reforma de todos los monasterios de su reino.
Los monjes fueron verdaderos misioneros e intelectuales. En occidente, durante el Medioevo, fueron ellos prácticamente los encargados de la evangelización de los nuevos cristianos provenientes de los bárbaros. A partir del siglo IX, a pesar de que el monacato se caracterizó por ser laicos, se nota un continuo crecimiento de monjes que recibían el Orden Sacerdotal. Entre los siglos IX y XI se experimenta un crecimiento de la Orden benedictina en tierras hispánicas, absorbiendo de alguna manera los antiguos monasterios, especialmente a partir de las declaraciones del concilio de Coyanza, de 1055.

#### El monacato oriental

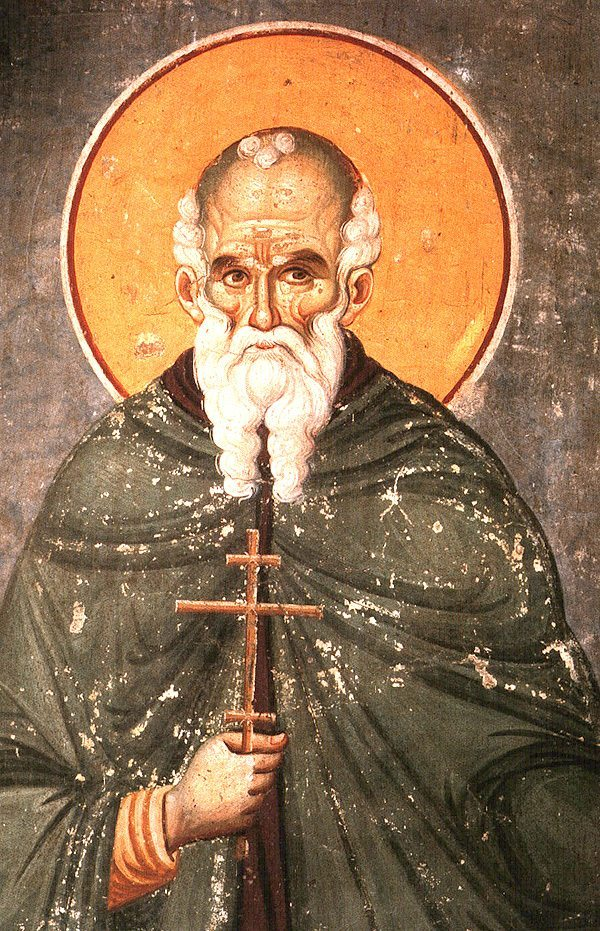
Atanasio de Athos (c. 920-1003), monje basiliano, fundador de la Gran Laura, el primero de los veinte monasterios de Monte Athos.

En el siglo V comenzó la decadencia del monacato egipcio (pacomiano), el cual había sido decisivo a la hora de la lucha antiarriana, pero adoptaron el monofisismo de Dióscoro. Casi todos los monasterios de Egipto, Palestina y Siria fueron destruidos durante la conquista árabe. De esa manera, Constantinopla pasó a ser el centro del monacato oriental, pues a partir de ese mismo siglo experimentó un gran desarrollo. Cabe resaltar que fue en el siglo VI, cuando el emperador Justiniano hizo construir el monasterio de Santa Catalina, sobre el Monte Horeb, para organizar a los ermitaños del Sinaí en un mismo lugar y que se salvó de las incursiones árabes. En los siglos VII y VIII, fueron los monjes orientales, quienes mantuvieron la doctrina de la veneración de las imágenes, durante la lucha iconoclástica, siendo quizá el más importante de ellos, Teodoro Estudita (del monasterio de Studion), a quien se debe la lucha contra el eremitismo y la reafirmación del monacato de Basilio.
Sobre el Monte Athos en el 963, Atanasio fundó la «Grande Laura», bajo la protección del emperador Nicéforo II e introdujo una Regla de tipo cenóbitico, basada en la del monasterio de Studion. Los estatutos de la «Grande Laura» fue aprobada por el emperador Juan I Tzimisces. Los siglos XI y XII, representan la edad de oro para Athos, fue en esta época en que llegaron monjes de todas las nacionalidades y fundaron monasterios junto o cercanos a la Grande Laura. Athos se convirtió en una ciudad monástica, bajo el gobierno casi absoluto y vitalicio del igúmeno (Abad), y centro de referencia cultural y espiritual para las iglesias orientales hasta el cisma (1050), y desde entonces para las iglesias ortodoxas.
En los albores del Cisma de Oriente, el emperador Constantino IX) promulgó, en septiembre de 1045 el decreto «Typikon de Monomaco», que determinó la vida organizada de Monte Athos de los siglos sucesivos. Se prohibió todo género de lujos, de comercio con lugares lejanos y de salida del monasterio. El responsable de la ciudad monasterio, ahora llamado protos (primero), continuó siendo un cargo vitalicio, pero solo tomaba por él mismo las decisiones sobre las actividades cotidianas, mientras que un consejo de monjes, las deliberaciones más importantes.
Los monjes de Etiopía por su parte, durante el siglo IX, bajo el gobierno del Abba Jakob (superior del monasterio Debra Libanos), se constituyeron en los difusores del Evangelio por Sudán y las costas del Este de África, llegando hasta Mozambique. Cuando los colonizadores portugueses llegaron a estas tierras en el siglo XVI, encontraron en ellas pequeñas comunidades cristianas. El monacato oriental alcanzó su máxima expansión en el siglo XI, donde se fundaron los primeros monasterios de Rusia.

### El monacato luego del Cisma de Oriente
Con el Cisma que dividió la sede de Constantinopla de la sede de Roma, en 1050, el rumbo de la vida monacal siguió su curso de manera diversa en las dos Iglesias: ortodoxa y católica, respectivamente.
En la Iglesia católica, a finales del siglo XI, Bruno de Colonia fundó la Orden de la Cartuja (1084), en La Cartuja (Francia), con un carácter penitencial bien marcado, de silencio casi perpetuo, que unió la vida anacorética con la vida cenobítica, como poco antes lo habían hecho los Camalduleses de Romualdo (primera de las llamadas «congregaciones benedictininas particulares»). En los siglos sucesivos, XII y XIII, refloreció y se desarrolló con gran fuerza la vida ascética. Este es considerado el siglo de oro del monacato medieval. La atracción ejercitada de los monasterios en Occidente es tan fuerte que emergen reformas y nuevas organizaciones. La reforma Gregoriana y la lucha de la Iglesia contra dependencia del Imperio encontraron apoyo en el monasterio de la Congregación cluniacense, que con el abad Hugo de Cluny llegó a su máximo esplendor y poder internacional. Pero cuando a partir del siglo XII, por causa de la riqueza, la vida de los monjes de Cluny comenzó a decaer. Surge entonces la reforma benedictina Cisterciense, en manos de Roberto de Molesme, en Císter (Francia). Este sistema monacal tiene como especificidad el que hecho de que se colocaron bajo la obediencia y servicio del papa. A ella perteneció el famoso Bernardo de Claraval, retenido como el segundo fundador de la Orden, ya que gracias a su trabajo y prestigio, hizo que la Orden, en el siglo XII, fuera la más eminente del catolicismo de entonces.
En el siglo XII surgieron en el catolicismo, al lado de las formas de vida monásticas, las órdenes mendicantes, y a estas en el siglo XVI, las congregaciones religiosas, que sin ser monjes se inspiraban en el estilo de vida de ellos. El nacimiento de las nuevas Órdenes religiosas no significó un reemplazo de la vida monacal, pero sin una re-afirmación a su estilo de vida, regresando a los ideales contemplativos y dejando en manos de los nuevos institutos gran parte del trabajo misionero. La importancia específica de las órdenes mendicantes para el monacato cristiano occidental, radica en que normalmente a la primera orden, se sumaba una segunda orden, o rama femenina monacal, contribuyendo así, a un desarrollo del monacato femenino en la Edad Media. Junto a los franciscanos, por ejemplo, surgieron las clarisas, fundadas por Clara de Asís inmediatamente después de Francisco de Asís. Normalmente en el Medievo se habla de los padres fundadores, pero muchas veces el proceso de formación de una Orden religiosa se dio de manos de una mujer, tal fue el caso de Brígida de Suecia, que fundó la Orden del Santísimo Salvador a mediados del siglo XIV. En sus orígenes, los monasterios brigidinos eran mixtos, es decir formado pos dos comunidades, una femenina, regida por la abadesa, y una masculina, regida por el confesor general. La administración general la ostentaba la abadesa. Otros monasterios de este estilo se encontraban en España, Francia, Inglaterra y Países Bajos y persistieron hasta la Reforma del Concilio de Trento. 
En las Iglesias orientales, Monte Athos, será el abanderado de las nuevas fundaciones de monasterios, entre los siglos XII y XIV se expande el monacato oriental en Serbia y Hungría. En Rumanía hacia el siglo XIV predominaba el monacato eremita, Nicodemo de Athos los organizó y reunificó en monasterios cenobíticos, en Valaquia y Moldavia. Un reavivamiento importantes se dio en el monacato oriental, especialmente en Grecia, Bulgaria y Rusia, en los siglos XVII y XVIII, pero fueron duramente golpeados por las invasiones turcas y por el comunismo ruso, en los siglos sucesivos.

### El monacato en la modernidad

#### La Reforma protestante
La Reforma protestante significó para el monacato occidental un momento de crisis y la condena de Lutero en 1521, la sentencia a muerte. En rasgos generales los principales reformadores, Lutero, Calvino, entre otros, no estaban en desacuerdo con la vida monástica como tal, sino con los abusos cometidos por ella. Sin embargo, con el tiempo fueron cambiando el pensamiento a una lucha frontal contra los votos religiosos y por ende contra el monacato en sí mismo. A este respecto Ignacio Maestro Cano afirma que:

el hecho de que Lutero sacara de los monasterios a los monjes para que se pusieran a trabajar y formaran una familia podría entenderse como una clara preferencia por esas formas de trabajo que Aristóteles consideraba «naturales». Lutero consideraba la vida monástica —antítesis del espíritu emprendedor e industrioso— una forma asocial, egoísta e improductiva y, por tanto, poco acorde con los principios del cristianismo; algo así como una mera huída del mundo tal y como el Creador nos lo ha dado. Lutero, a quien no puede acusarse de hablar sin conocimiento de causa —pasó veinte años de su vida en un monasterio—, llegó a afirmar: «[Los monjes] han ensalzado y proclamado impúdicamente su estado hipócrita y sus obras como la vida perfectísima, mientras que en verdad pensaban llevar un vida buena, dulce, sin cruz y sin paciencia. Y si han corrido a los conventos es para no tener necesidad de sufrir nada de nadie, ni hacer el bien a cualquier otro». Se columbra aquí claramente cierto desprecio por una forma de vida que se entiende que, rehuyendo el esfuerzo y el perfeccionamiento que exigen el tener que ganarse la vida y mantener una familia, pretende evitar la realidad laboral y la vida económica en general.

Entre los siglos XVI y XVII, desaparecieron los monasterios de las regiones donde las denominaciones cristianas protestantes eran mayoritarias. A pesar de ello, antes del siglo XIX, aún se daban ciertas manifestaciones ascéticas en algunos de miembros de denominaciones protestantes. En la Iglesia reformada, por ejemplo, Johannes Gennuvit, de Vennigen sobre el Ruhr, en la segunda mitad del siglo XVI, intentó restaurar la vida en el claustro. En 1728 Johann Conrad Beissel, un pietista alemán, migró a los Estados Unidos de América, donde se unió a los dunkers en 1724. Beissel se retiró a vivir en soledad, y con un grupo de seguidores formaron una comunidad y adoptaron un hábito semejante al de los capuchinos.

#### La Reforma católica
La Reforma protestante significó una revisión y reafirmación del monacato en la Iglesia católica. El Concilio de Trento solo se dedicó a intentar corregir los abusos disciplinares cometidos en los monasterios, pero no revaluó la doctrina del monacato mismo. Frente a la idea propiamente monástica se puso de relieve un componente caritativo apostólico. En el siglo XVII se dará una reforma de la Orden del Císter, a manos de Armand Jean Le Bouthillier de Rancé, la Orden de la Trapa, quienes quisieron volver a una vida de completo silencio, una mayor mortificación, el trabajo manual y el abandono de la actividad intelectual.
En el caso de los monasterios femeninos, se uniformaron todas las órdenes religiosas de monjas, la clausura femenina fue declarada obligatoria por el Concilio de Trento (1545-1563). Se obligó además que los monasterios que se encontraban alejados de la ciudad fueran trasladados a los centros poblados, para garantizarles una mayor protección. Como hijas de la reforma católica, monjas fundadoras y reformadoras, destacaron en el siglo XVII: Teresa de Jesús, reformadora de las Carmelitas en España; y Juana Francisca Frémyot de Chantal, fundadora de la Orden de la Visitación.

#### El tiempo de las revoluciones
Entre los siglos XVIII y XIX, se desarrollaron, especialmente a partir de la Revolución francesa (1789), doctrinas anti-monásticas en los modernos gobiernos totalitaristas. En Francia, serán expropiados todos los monasterios de quienes, según el gobierno, no ofrecen ningún servicio al Estado. Los monjes deben secularizarse o emigrar, efectivamente algunos prefirieron emigrar. Lo que significó tragedia para el monacato católico en Francia y más tarde para los de las naciones invadidas por Napoleón, será el reflorecimiento del mismo en países de cultura protestante, como Inglaterra, donde se establecen los primeros monasterios católicos luego de la reforma protestante. Significó además la apertura de los primeros monasterios católicos en Estados Unidos, donde tendrán un ulterior florecimiento.
José II de Austria, hizo lo mismo en el Imperio Austro-Húngaro, suprimiendo la mayoría de los monasterios católicos en sus territorios. Pocos fueron los que lograron sobrevivir a las supresiones causadas por la política josefinista. El régimen comunista en Rusia confiscó la mayor parte de los monasterios y sofocó la vida monástica al interno de una represión más general de la vida religiosa. Lo mismo hizo con los monasterios de Polonia y de Lituania. En 1930 no existía en toda la Unión Soviética, un solo monasterio cenobítico. La migración de monjes a países vecinos, hizo posible que el monacato ruso y el armenio no se extinguieran.
Si en Europa se registra una fuerte persecución contra la Iglesia en general y contra el monacato en particular, en América y en Oriente, no sin problemas, se registra un crecimiento e incluso nuevas fundaciones de vida monástica. Ejemplo de ello en la obra de Chárbel Makhlouf, en el siglo XIX, que da un impulso al monacato maronita católico de Palestina.

## Monacato cristiano en la actualidad

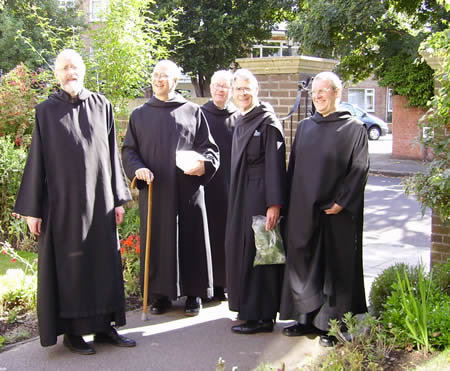
Monjes benedictinos anglicanos de la Abadía de Alton.

El cristianismo en la actualidad está conformado por un numeroso grupo de iglesias o denominaciones, de tradiciones distintas y divididas a través de la historia, pero que normalmente se concentran en dos grandes tradiciones: una oriental (Iglesias ortodoxa, etíope, copta, armena, etc.) y otra occidental (Iglesias católica, anglicana, luterana, etc.).

### Iglesias cristianas de Occidente
El vaticano II, significó para la Iglesia católica, la renovación de un fervor religioso y del deseo de retornar a las fuentes del monacato primitivo, que ha favorecido el surgir de nuevas experiencias de vida monástica. Giuseppe Dossetti, fundó la «Pequeña Familia de la Anunciación», de donde surgirán otras fundaciones de carisma monástico, cuyo centro fundamental es la Eucaristía y la obediencia según el modelo de la Virgen María. La característica principal de las comunidades de Dossetti es la recuperación de la laicidad del monacato, con la presencia de célibes y casados, constituidas de pocas personas, que viven una vida simple, fundamentado en la lectura de la Biblia y en la oración. Más recientemente, y a pesar de la llamada crisis vocacional por la que atraviesan las comunidades religiosas (monacales y no), siguen naciendo en el seno de la Iglesia católica, formas de vida monástica, que reclaman los orígenes de las primeras formas de vida ascéticas (se restituyó el Orden de las Vírgenes y se reorganizaron los eremitas o solitarios) y de la vida contemplativa en comunidad, de comunidades mixtas, como la Fraternidad Monástica de Jerusalén, fundada por Pierre-Marie Delfieux.
Ya se ha dicho que el monacato había sido abolido en tiempos de la reforma inglesa. Aunque si existieron algunas personas representativas del anglicanismo que admiraban la vida monástica o intentaron vivir según un modelo parecido, tales como el de William Law, no fue sino hasta el movimiento de Oxford, en el siglo XIX, que se dio una reapertura de formas de vida monástica en la Iglesia de Inglaterra.

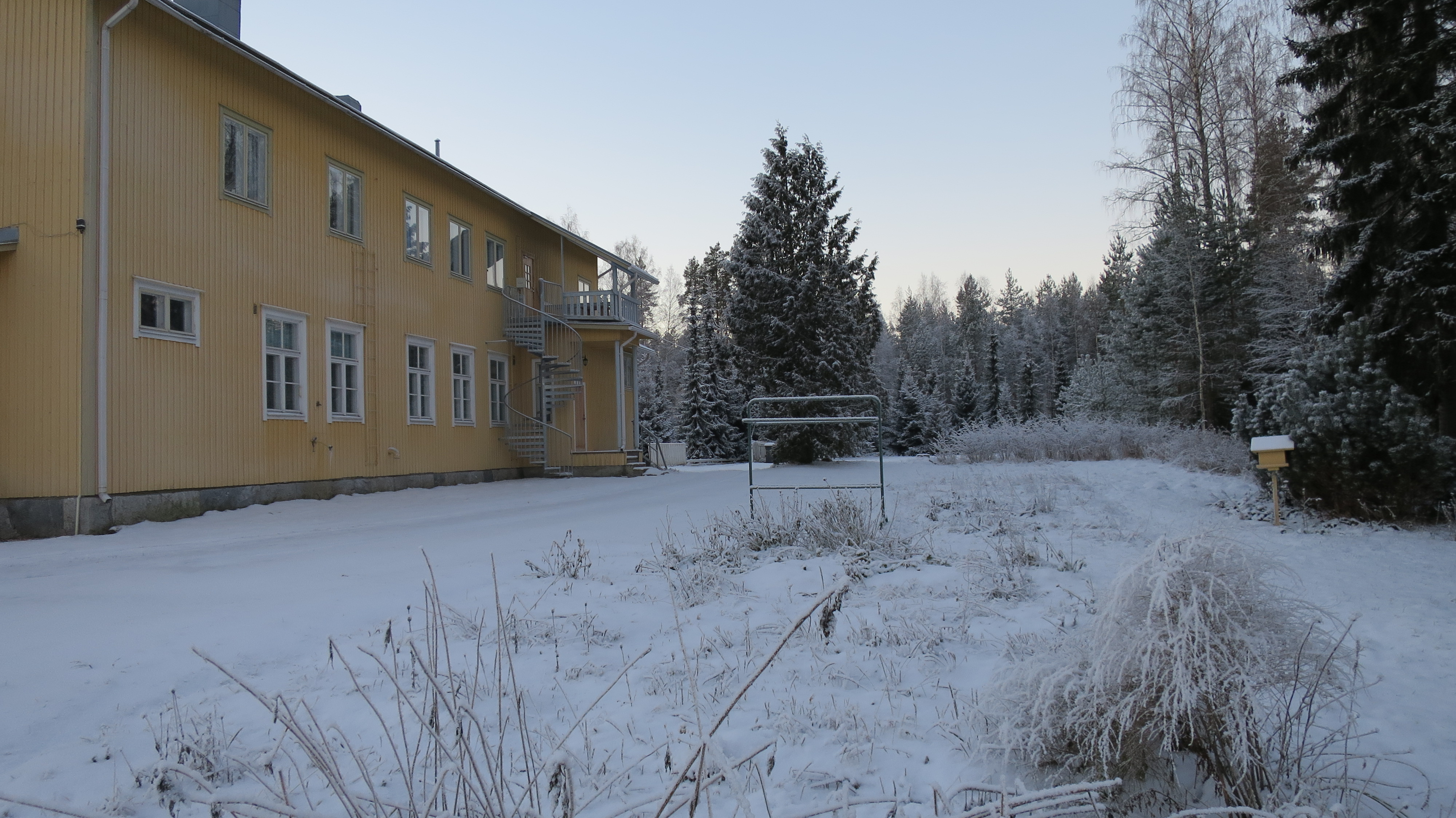
Comunidad monástica de Enonkoski, primer monasterio luterano de Finlandia, fundado en 1994.

En las iglesias protestantes se presentó un renacimiento del monacato en el siglo XIX, primero en Alemania, en el seno de la Iglesia luterana, bajo la forma de diaconías, formada por hombres y mujeres que llevaban vida en común, pero fue en la primera mitad del siglo XX, cuando muchas de estas diaconías adoptaron una vida monástica propiamente dicha, caracterizada por la vida contemplativa. Esta experiencia se extendió a otras iglesias o denominaciones protestantes, presentes en Inglaterra, Suiza, Francia y los Países Escandinavos. Algunas comunidades monásticas en el seno de la Iglesia luterana son: la Comunidad Evangélica de las Hermanas de María, fundada por Clara Schlink en Darmastadst (Alemania), en 1947; la Fraternidad de Cristo, de Selbitz (Baviera), fundada el 1949 por el pastor luterano Walter Hümmer; y la comunidad de los Hermanos de Taizé, fundada por el pastor calvinista Roger Schutz y de carácter ecuménico.
Las renovación de la vida monástica puesta en movimiento en el Concilio Vaticano II, en la Iglesia católica, y el surgir de comunidades monásticas en el seno de las Iglesias de la Reforma protestante, ha traído consigo, un retorno al origen fundamentalmente cristiano del monacato occidental, y han abierto nuevas experiencias ecuménicas y de diálogo entre las diversas comunidades o denominaciones cristianas.

### Iglesias cristianas de Oriente
El monacato de las iglesias de Oriente comparte el carácter autónomo de sus respectivas iglesias. Así como existe una Iglesia ortodoxa rusa, existe igualmente un monacato ruso, y así igual para todas ellas. Pero en general, salvo algunas excepciones, comparten las características del monacato bizantino, aunque si en el cristianismo ortodoxo, no existen las órdenes religiosas monásticas como en Occidente. Este tipo de monacato no difiere en nada de los dicho para los tiempos anteriores y ha extendido su estilo ha todas las iglesias de la comunión ortodoxa. Una cosa que no puede obviar, es el hecho de que el monasterio entre los fieles de las iglesias ortodoxas ocupa un lugar de privilegio.
Las excepciones son las iglesias orientales separadas de la ortodoxia mucho antes del Cisma de Oriente, provenientes principalmente de las antiguas doctrinas arrianas, monofisitas o motelitas. El monacato etíope se encuentra dividido en dos grandes ramas, una al Norte y otra al Sur del país. Ambas cuentan con numerosos monasterios, cada uno de ellos independiente, pero el Abad Debra Líbanos es considerado como el representante de todos ante el gobierno de Etiopía. La Iglesia etíope es una iglesia casi monástica, a la base de la fundación de los monasterios de los «Nueve santos» llegados de Siria. De los numerosos monasterios fundados por ellos, se conservan aún en Etiopía dos: Debra Dammo y Debra Mata. Deba Dammo según la tradición, fue fundado por Aragawi, uno de los nueve, quien supuestamente recibió el hábito de manos de Pacomio. Debra, en copto, significa «montaña», justamente porque según la costumbre de esa tradición, sus monasterios se encuentran en el vértice de una montaña inaccesible y para llegar a ellos, hay que escalar por medio de una cuerda que lanzan los monjes desde arriba.
Luego de la caída del bloque soviético, el monacato ruso se fue recuperando del duro golpe que le significó el régimen comunista. En 1990, los monasterios ortodoxos rusos eran unos 35, 17 de monjes y el resto de monjas.

### Monacato ecuménico e interreligioso

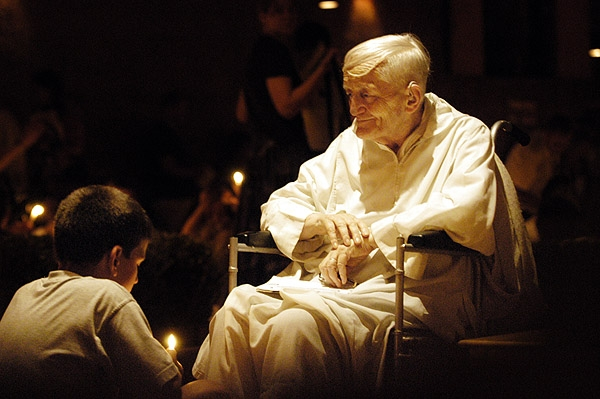
Roger Schutz (1915-2005), fundador de la comunidad ecuménica de Taizé.

La comunidad de Bose en la provincia de Biella, fundada en 1965 por el católico Enzo Bianchi. Se trata de una comunidad mixta, internacional e interconfecional. Será una de las primeras experiencias ecuménicas, donde monjes de diversas comuniones cristianas se unen para vivir en comunidad. Entre sus reglas de vida se encuentran el celibato, la vida en común, la stabilitas (estabilidad), la oración común, la Lectio Divina (Lectura de la Palabra) interpretada a la luz de la tradición de la Iglesia. Atribuyen gran importancia al trabajo manual e intelectual, con el objetivo de preservar la propia autonomía. La comunidad de Taizé, en Borgoña (Francia), lleva más allá los esfuerzos vividos en Bose, Italia. Los monjes de Taizé son católicos, anglicanos y miembros de diversas denominaciones protestantes.
Si en Bose y Taizé se preocuparon por el diálogo ecuménico, Thomas Merton, un monje cisterciense estadounidense, ha dado inicio a mitad del siglo XX, a un monacato abierto al diálogo interreligioso. Los abades benedictinos de todo el mundo promovieron, en 1968, la primera Conferencia intermonástica asiática en Bangkok, donde participaban monjes de diversas religiones, especialmente cristianos y budistas. Estas conferencias se han continuado haciendo por medio de la Aide Inter-Monasteries (AIM).